# 2020
L'any 2020 fou un any que va començar dimecres en el calendari gregorià.
La pandèmia per coronavirus de 2019-2021, originada l'any anterior a Wuhan, s'estengué durant gener i febrer a tot el món abans de ser declarada pandèmia per l'Organització Mundial de la Salut l'11 de març: l'estat d'emergència provocà el tancament d'espais públics, la prohibició d'aglomeracions multitudinàries i la cancel·lació d'esdeveniments com el Mobile World Congress, Falles (ajornades a juliol), les festes de la Magdalena o els Jocs de la XXXII Olimpíada (al 2021).

## Aniversaris
Deu anys en arrere, el primer de gener morí la cantant Lhasa de Sela.
El 10 de març feu vint-i-cinc anys de la mort d'Ovidi Montllor, commemorat amb diferents actes com a Any Ovidi.
El digital VilaWeb ha fet vint-i-cinc anys el 15 de maig.

## Efemèrides
Països Catalans
- 14 de gener, Almenys tres persones moriren en l'accident petroquímic de Tarragona.[2]
- Entre el 20 i el 23 de gener, el Temporal Gloria causa múltiples morts a Catalunya i la resta d'Espanya i produeix destrosses per tot el territori. Fins a 787,7 litres de pluja per metre quadrat van ser acumulats a la Vall de Gallinera.
- 16 d'octubre, Andorra es converteix en el 190è membre de l'FMI.[3]
- 18 d'octubre, Barcelona: Protesta de la comunitat armènia contra la agressió turca-azerbaidjanesa davant de la delegació del Govern d'Espanya.[4]
- 27 d'octubre, Catalunya: En no aconseguir ajornar la moció de censura, Josep Maria Bartomeu i la resta de la junta directiva dimiteixen de la presidència del Futbol Club Barcelona.[5]
- 28 d'octubre, Catalunya: La Guàrdia Civil espanyola desplega l'Operació Vólkhov, un seguit d'escorcolls i detencions contra empresaris independentistes, a petició del magistrat Joaquín Aguirre.[6]
- 6 de novembre, Folgueroles, Osona: Rescaten un fòssil de sireni de l'Eocè mitjà (fa 42 milions d'anys) en un camí ral del municipi.[7]

Resta del món
- 3 de gener, el general iranià Qasem Soleimani morí en l'atac estatunidenc a l'Aeroport Internacional de Bagdad.
- 4-5 de febrer, les dues allaus de la província de Van de Turquia del 2020 feren quaranta-un morts i huitanta-quatre ferits.
- 14 de març, Espanya: el Consell de ministres aprova l'estat d'alarma i decreta mesures per frenar el contagi del COVID-19, previstes inicialment per a una durada de dues setmanes, que es perllongarien.[8]
- 4 d'octubre, Nova Caledònia: Rebutgen independitzar-se de França en el segon referèndum d'independència amb un 51.91% de vots mentre que el 45.55% hi van votar a favor.[9]
- 5 d'octubre, Bixkek, Kirguizstan: esclaten fortes protestes per frau electoral en què els manifestants van entrar al Parlament, l'oficina del president del país i l'ajuntament de la capital.[10]
- 6 d'octubre, Kirguizstan: la Comissió Electoral Central del país van anul·lar els resultats de les eleccions legislatives.[11]
- 7 d'octubre, Grècia: la justícia del país sentencia que Alba Daurada, el partit neonazi, és una organització criminal i en condemna la seva cúpula i diversos diputats, entre d'altres.[12]
- 9 d'octubre, el Consell de Pau i Seguretat de la Unió Africana anuncia l'aixecament de la suspensió com estat membre contra Mali que es va imposar fa més de 50 dies arran del cop d'estat de Mali.[13]
- 10 d'octubre, Conflicte de l'Alt Karabakh de 2020: Armènia i Azerbaidjan acorden un alto el foc per raons humanitàries.[14] Poc després, les dues parts s'han acusat mútuament de violar-lo.[15]
- 14 d'octubre, els gihadistes del nord de Moçambic ataquen per primer cop a Tanzània, en la regió de Mtwara, matant 20 civils i 2 militars.[16]
- 16 d'octubre,
  - Andorra esdevé el 190è membre de Fons Monetari Internacional (FMI), nou mesos i una setmana després d'haver-ne sol·licitat formalment l'ingrés.[17]
  - Conflans-Sainte-Honorine, França: Un jove txetxé de 18 anys decapita a un professor d'institut d'història per haver ensenyat a classe unes caricatures de Mahoma.[18]
  - França: L'expresident francès Nicolas Sarkozy és acusat de conspiració per acceptar diners del règim libi de Gadafi durant les eleccions presidencials de 2007.[19]
- 17 d'octubre
  - Nova Zelanda: La laborista Jacinda Ardern guanya les eleccions generals fregant la majoria absoluta.[20]
  - Bagdad, Iraq: El grup paramilitar Forces de Mobilització Popular incendien la principal seu del Partit Democràtic del Kurdistan a la capital iraquiana.[21]
  - Califòrnia, Estats Units: El Departament de Boscos i Protecció contra Incendis de Califòrnia anuncia que els incendis forestals de Califòrnia han consumit al voltant d'1 milió d'acres (404.685 hectàrees) en l'últim mes, que representaria aproximadament l'1% de la superfície terrestre de Califòrnia. En tot l'any, a l'estat s'ha cremat 4.1 milions d'acres (1.659.211 hectàrees).[22]
- 18 d'octubre
  - Conflicte de l'Alt Karabakh de 2020: Armènia i Azerbaidjan acorden, de nou, un alto el foc per raons humanitàries.[23]
  - Iran: Aixecament de l'embargament d'armes de 13 anys al país per part de les Nacions Unides (resolució 2231).[24]
  - Xipre del Nord: Guanya, per sorpresa, el candidat del partit de dreta nacionalista turca, Ersin Tatar amb 51.74% dels vots.[25]
- 19 d'octubre, el president dels Estats Units, Donald Trump, anuncia que els Estats Units deixarà de considerar Sudan com un patrocionador del terrorisme internacional després que Sudan hagués dipositat 335 milions de dòlars en un fons per a compensar a les famílies de les víctimes estatunidenques dels atemptats amb bomba perpetrats en l'ambaixada dels Estats Units en 1998.[26]
- 21 d'octubre, el papa Francesc defensa, per primer cop com a papa, les unions civils entre les persones del mateix sexe.[27]
- 22 d'octubre, el Parlament Europeu atorga el Premi Sàkharov a la Llibertat de Consciència a "l'oposició democràtica a Belarús, representada pel Consell de Coordinació".[28]
- 23 d'octubre, Donald Trump anuncia la normalització de les relacions entre Israel i el Sudan, que és el tercer país de la Lliga Àrab que ho fa en menys de tres mesos.[29]
- 25 d'octubre, Espanya: El Consell de Ministres aprova un nou estat d'alarma, gestionat pels governs autonòmics amb uns mínims comuns per a tot el territori espanyol, a causa de l'evolució de la pandèmia per coronavirus.[30]
- 26 d'octubre, Estats Units: El president Trump consolida la majoria conservadora al Tribunal Suprem dels Estats Units amb el jurament de la jutgessa Amy Barrett, una setmana abans de les eleccions.[31]
- 30 d'octubre, un terratrèmol de magnitud 7 amb epicentre al golf de Kuşadası sacseja Grècia i Turquia.[32]
- 2 de novembre, Viena, Àustria: Un jove proper a Estat Islàmic dispara indiscriminadament a sis punts del centre de Viena i deixa almenys quatre morts abans de caure abatut per la policia.[33]
- 4 de novembre, Etiòpia: Esclata la Guerra de Tigre després que el primer ministre Abiy Ahmed llancés una ofensiva militar contra la regió autònoma de Tigre, governada pel Front Popular d'Alliberament de Tigre, per «amenaçar la sobirania del país».[34]
- 6 de novembre, el Comitè Assessor de l'FDA, en una esperada decisió, rebaixa les expectatives sobre l'aducanumab, el primer medicament contra l'Alzheimer que podria ser aprovat des de fa dècades.[35]
- 7 de novembre, 
  - Fiji: El primer ministre del país Frank Bainimarama esdevé el primer i l'únic líder mundial en felicitar a Biden per la seva victòria electoral, onze hores abans que es projectés la seva victòria.[36]
  - Estats Units: Victòria projectada de Joe Biden en les eleccions presidencials. Seria el candidat presidencial amb més vots a la història dels EUA fins al moment i Kamala Harris la primera vicepresidenta electa.[37]
- 9 de novembre,
  - Guerra de l'Alt Karabakh:
    - Les Forces Armades de l'Azerbaidjan abaten un helicòpter rus Mil Mi-24 sobre Armènia, prop de la República Autònoma de Nakhchivan. Moren 2 soldats russos i un tercer resulta ferit. L'Azerbaidjan es disculpa, presenta les seves condolences i ofereix pagar una indemnització.[38]
    - Armènia, l'Azerbaidjan i Rússia firmen un acord de pau pel qual Armènia cedeix gran part d'Artsakh i es despleguen uns 2.000 soldats russos com a forces de manteniment de la pau.[39]
    - Fortes protestes en contra de l'acord de pau a la capital d'Armènia, Erevan. Entren en edificis governamentals com l'Assamblea Nacional.[40]

  - Pfizer i BioNTech anuncien una eficàcia del 90% en la seva vacuna contra la Covid-19 en la darrera etapa abans de demanar formalment la seva homologació.[41]
  - La boy band sud-coreana de K-pop BTS triomfa en els MTV Europe Music Awards, presentats en edició virtual.[42]
  - Bolívia: L'expresident Evo Morales torna al seu país després d'un any gràcies a la gran victòria electoral del seu partit. En les últimes eleccions, l'oposició, amb el suport de l'exèrcit, es negà a reconèixer els resultats i esclatà una crisi política que dugué Morales a l'exili.[43]
- 10 de novembre, les illes Malvines es declaren pràcticament lliures de mines terrestres després de 38 anys de la guerra.[44]
- 11 de novembre,
  - Damasc, Síria: Comença la conferència internacional de dos dies sobre el retorn dels refugiats de la guerra civil siriana al país, organitzada per Rússia i el règim d'al-Àssad. Hi assisteixen països com la Xina, Iran, Pakistan i EAU, entre d'altres, mentre que la Unió Europea no hi assistirà perquè cal crear un "retorn segur".[45]
  - Madrid, Espanya: El Tribunal Suprem arxiva la causa penal contra Carles Puigdemont per la gestió d'Aigües de Girona quan era alcalde.[46]
  - Hong Kong: Dimiteixen tots els diputats pro-democràcia del Consell Legislatiu després que el govern proxinès expulsés a quatre diputats electes emparant-se en la Llei de Seguretat Nacional.[47]
  - Jiddah, Aràbia Saudita: Atemptat amb bomba contra la cerimònia de commemoració de la Primera Guerra Mundial, en el qual han assistit diplomàtics europeus, en un cementiri no musulmà de la ciutat. Hi ha almenys 4 ferits.[48]
  - Rússia: El Ministeri de Salut ha assegurat que la vacuna russa contra la covid-19, Sputnik V, té una eficàcia del 92%.[49]
- 10 de desembre - El Marroc normalitza les relacions diplomàtiques amb Israel, a canvi del reconeixement dels Estats Units de la sobirania del Marroc sobre el Sàhara Occidental.[50]
- 11 de desembre - Més de 300 estudiants segrestats, després d'un atac reivindicat per Boko Haram a una escola masculina de Kankara en l'estat de Katsina, al nord-oest de Nigèria.[51]
- 14 de desembre - El Col·legi Electoral dels Estats Units ratifica la victòria de Joe Biden amb els 306 vots previstos i 232 per a Trump. El 6 de gener el Congrés ha de certificar els resultats.[52][53]
- 16 de desembre - El parlament d'Hongria, amb majoria absoluta de Fidesz, aprova la prohibició de l'adopció homoparental.[54]
- 17 de desembre - El Congrés dels Diputats aprova la llei que reconeixi el dret a una mort digna. Pendent de la validació pel Senat, Espanya apuntaria a convertir-se en el sisè país del món que ho reconeixiria.[55]

### Arquitectura
El 15 de març, la COVID-19 s'emportà l'arquitecte novarés Vittorio Gregotti, dissenyador de l'Anella Olímpica de Montjuïc.
- V. Gregotti (n. 1927)

### Arts
El 2 de gener morí l'artista californià John Baldessari, «el revolucionari que va portar l'humor a l'art conceptual».
El 17 de febrer morí la pintora realista María Moreno Blasco.
El 16 de març, l'escultor banyolí Ramon Maria Carrera, autor de l'àngel de la catedral de Girona; el 29, el crític barceloní Arnau Puig i l'escultor taradellenc Josep Ricart i Maymir.
El 4 d'abril morí l'artiste alcoià Sento Masià; el 20, el paisatgiste olotí Pere Colldecarrera.
El 20 de maig traspassà l'artista plàstica afroamericana Emma Amos; el 28, la pintora xilena Gracia Barrios; el 30, el pintor barceloní Xavier Grau i Masip i la fotògrafa bonaerenca Ana Portnoy.
El 19 de juny morí el lladre i traficant d'obres d'art Erik el Belga.
- Sento Masià (n. 1942)
- Arnau Puig (n. 1926)
- J. Baldessari (n. 1931)
- Gracia Barrios (n. 1926)
- 12mai  Astrid Kirchherr (fotògrafa)
- 15mai  Joan Genovés (pintor)

El 30 de desembre, el pintor eularienc Rafel Tur i Costa.

### Cinema
| M/d   | direcció              | títol               | gènere         |
| ----- | --------------------- | ------------------- | -------------- |
| 01/10 | Lucía Alemany         | La innocència       | drama          |
| 08/24 | Carlos Marqués-Marcet | La mort de Guillem  | drama          |
| 08/03 | Kiko Ruiz Claverol    | El despertar        | drama          |
| 07/24 | Wes Anderson          | The French Dispatch | com. dramàtica |
| 04/01 | Josh Boone            | The New Mutants     | superheroic    |
| 06/03 | Patty Jenkins         | Wonder Woman 1984   | superheroic    |
| 08/14 | Joost / Schulman      | Project Power       | superheroic    |
| 12/25 | Paul Greengrass       | News of the World   | drama          |
| 03/06 | Dan Scanlon           | Onward              | animació 3D    |
| 05/01 | Cate Shortland        | Black Widow         | superheroic    |
| 07/31 | Daniel Espinosa       | Morbius             | fantàstic      |
| 08/27 | Eric Merola           | L'estafa d'Andorra  | documental     |
| 02/07 | Cathy Yan             | Birds of Prey       | superheroic    |
| 01/27 | Florian Zeller        | El pare             | drama          |
| 09/11 | Chloé Zhao            | Nomadland           | drama          |

El 21 de gener es feren públics els guanyadors de la 64a edició dels Premis Sant Jordi de Cinematografia, entre els quals O que arde, Portrait de la jeune fille en feu i Ventajas de viajar en tren.
La XXXIV edició dels Premis Goya se celebrà el 25 de gener a Màlaga: les pel·lícules Dolor y gloria i Mientras dure la guerra foren les principals guanyadores, amb guardons per a Pedro Almodóvar i Antonio Banderas.
La 92a gala de lliurament dels Premis Oscar de 2019 tingué lloc el 9 de febrer al Teatre Kodak: Paràsits guanyà quatre dels guardons principals, inclòs el de millor director per a Bong Joon-ho; 1917 guanyà tres guardons tècnics (efectes, fotografia i so) i Renée Zellweger, Joaquin Phoenix, Brad Pitt i Laura Dern els premis a llurs interpretacions; Toy Story 4 fon el millor llarg animat.
El 73è Festival Internacional de Cinema de Canes s'ajornà a la fi de juny per la Pandèmia per coronavirus de 2019-2020; mentrestant, el Palau del Cinema de Canes s'habilità per acollir els sensesostre.
- Ivan Passer (n. 1933)
- J. Hermosillo (n. 1942)
- Terry Jones (n. 1942)
- J.L. Cuerda (n. 1947)
- Kirk Douglas (n. 1916)
- Irrfan Khan (n. 1967)
- S. Maldoror (n. 1929)
- Michel Piccoli (n. 1925)
- M. von Sydow (n. 1929)
- Stuart Gordon (n. 1947)

El 8 de gener morí el guioniste Buck Henry; el 9, el cineasta txec Ivan Passer; el 21, l'ex membre dels Monty Python Terry Jones, realitzador de llurs pel·lícules; el 4 de febrer, el director manxec José Luis Cuerda; el 8, l'actor alemany Volker Spengler.
El 8 de març morí l'actor Max von Sydow; el 24, el realitzador Stuart Gordon.
El 13 d'abril morí la cineasta afrogascona Sarah Maldoror; el 22, l'actriu estatunidenca Shirley Knight; el 29, l'actor indi Irrfan Khan.
El primer de maig morí a presó el jove realitzador egipci Shady Habash, crític amb el govern; el 12, l'actor parisenc Michel Piccoli.

### Còmic
```
Fa 5 anys
!
```

El 23 s'inaugurà una estàtua de René Goscinny a París, el primer monument de la ciutat de l'àmbit del còmic.
L'expansió de la pandèmia obligà a ajornar sine die el 7é Splash Sagunt
i a cancel·lar el 38é Saló del Còmic.

#### Morts
- Albert Uderzo (n. 1927)
- J. Giménez (n. 1943)
- L. Juste de Nin (n. 1945)
- Joe Sinnott (n. 1926)
- Quino

El 10 de febrer morí l'autora bretona Claire Bretécher, creadora de Cellulite, Les Frustrés o Agrippine i cofundadora de L'Écho des savanes;
el 24, el dibuixant Albert Uderzo, cocreador d'Asterix el gal.
El 2 d'abril, el dibuixant argentí Juan Giménez López morí per la COVID-19.
El 22 d'abril morí l'autor barceloní Lluís Juste de Nin;
el 12 de maig morí el mangaka George Akiyama, autor de Haguregumo;
el 25 de juny, l'entintador de l'Edat Daurada dels còmics Joe Sinnott.
El 14 de setembre morí l'humoriste Fer;
el 30 de setembre, l'argentí Quino, creador de Mafalda;
el 13 de desembre, la guionista i editora barcelonina Elsa Martín.

### Esport
El 9 de gener morí el mitger Pepe Cabanes, germà de Genovés I i pare del raspaller Juan Cabanes.
El 10 de gener començaren la 29a Lliga Bankia d'Escala i Corda i la 27a Lliga de raspall,
en les quals debutaren com a titulars els escalaters Álvaro de Massalfassar i Guillermo del Puig i els raspallers Ibiza de Xeraco, Javi López d'Oliva i Vercher.
El 23 de gener morí l'ex president de la Federació de Pilota Valenciana Pedro Paredes.
| Fi.   | Competició                         | Mod.    | Guanyadors                      | Finalistes                        |
| ----- | ---------------------------------- | ------- | ------------------------------- | --------------------------------- |
| 12/05 | XXXV Individual masculí            | escala  | Puchol II                       | De la Vega                        |
| 12/13 | XXXIV Individual masculí           | raspall | Tonet IV                        | Alfonso Moltó                     |
| 07/18 | XXVII Lliga Bankia de Raspall      | raspall | Punxa, Tonet IV i Néstor        | Pablo, Seve i Lorja               |
| 08/01 | XXIX Lliga Bankia d'Escala i Corda | escala  | Puchol II, Tomàs II i Guillermo | Pere Roc II, Javi i Carlos        |
| 12/19 | Trofeu Mestres                     | escala  | Puchol II, Javi i Santi         | Marc de Montserrat, Félix i Nacho |
| 02/09 | XV Copa Generalitat (a palma)      | ratlles |                                 |                                   |
| 10/18 | Individual femení                  | raspall | Victòria de València            | Anna de Beniparrell               |
| 11/08 | Autonòmic Individual               | frontó  | Alejandro de Paterna            | Adrián de Quart                   |

El Mundial de Pilota a Mà previst del 2 al 8 d'agost a Brussel·les i Ath s'hagué de posposar a l'any següent.
El 9 de gener s'inauguraren a Lausana els Jocs Olímpics d'Hivern de la Joventut de 2020.
El 23 de gener morí per causes desconegudes Robert Archibald, ex jugador del Pamesa i del Joventut; el 26, Kobe Bryant morí en un accident d'helicòpter.
El 30 de març es van posposar per primer cop a la història uns Jocs Olímpics, a 2021, arran de la Pandèmia per coronavirus.
El 25 d'octubre en el circuit portuguès de Portimão, Lewis Hamilton aconsegueix la seva 92ena victòria de Fórmula 1 i es converteix en el pilot amb més victòries de la història en superar el rècord de Michael Schumacher.
El 22 de desembre Leo Messi supera Pelé com a màxim golejador de la història del futbol amb un mateix club en sumar 644 gols amb la samarreta del FC Barcelona. Pelé en va fer 643 amb el Santos FC.

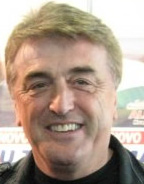
Radomir Antić (n. 1948)
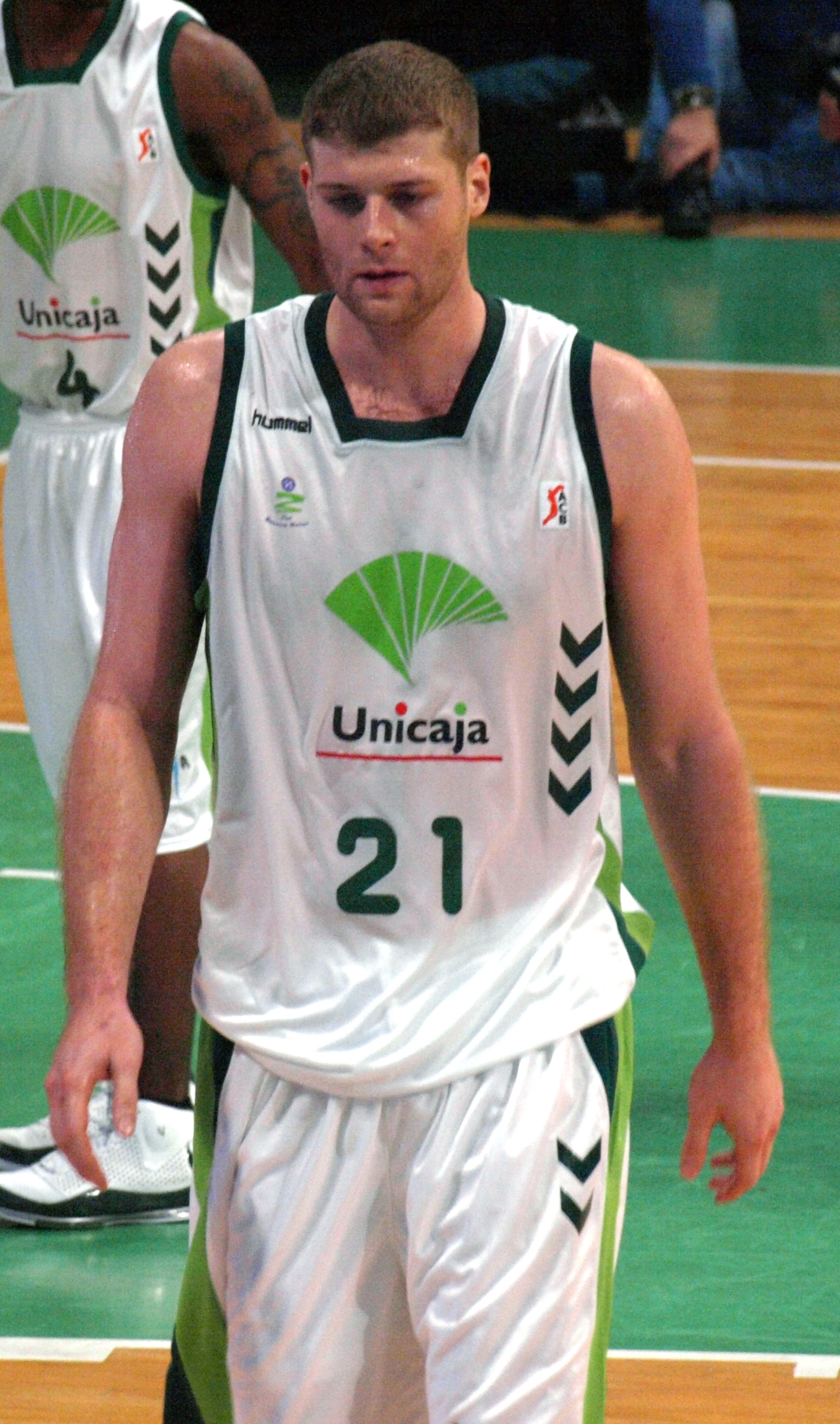
R. Archibald (n. 1980)
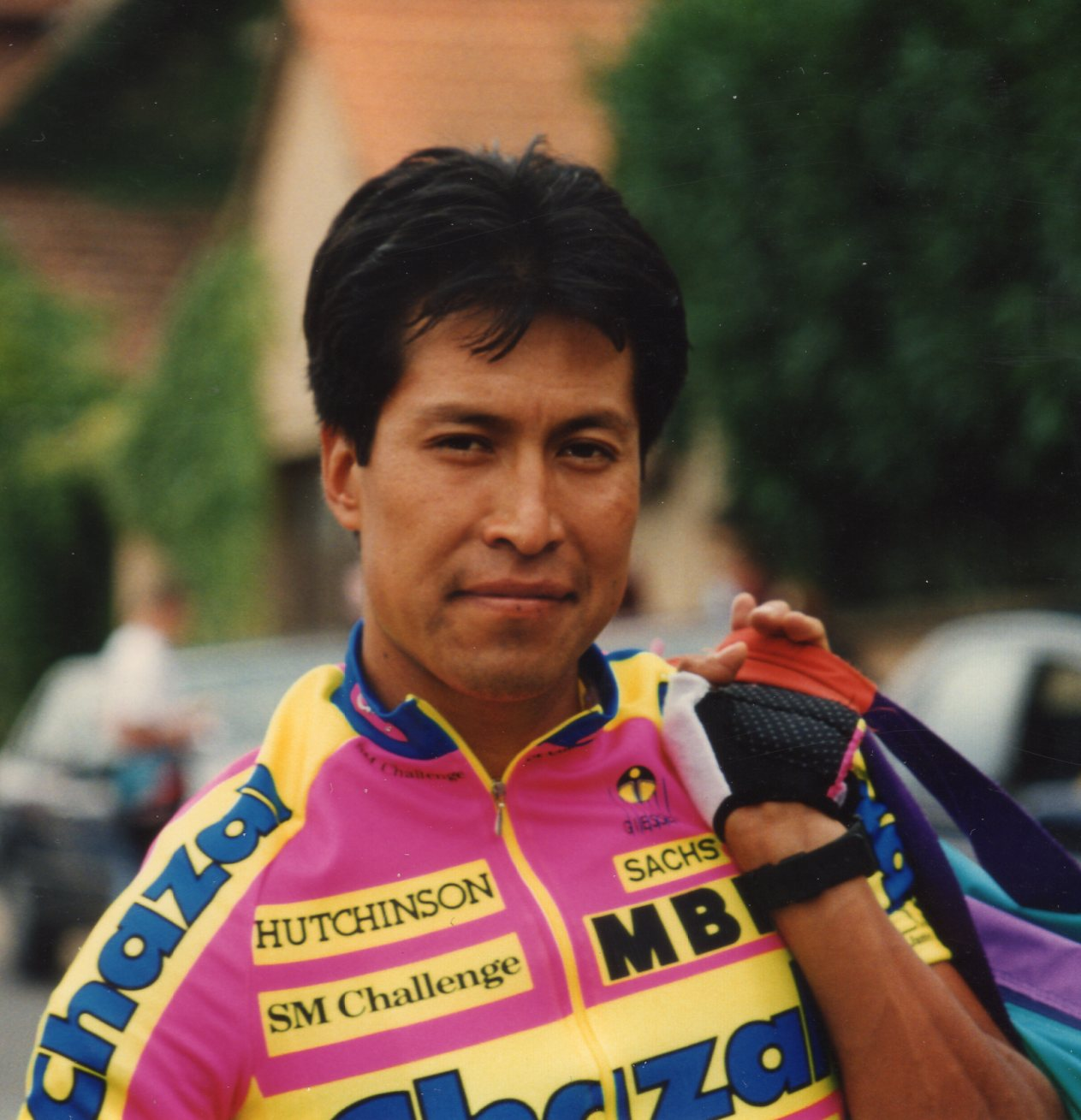
Miguel Arroyo (n. 1966)
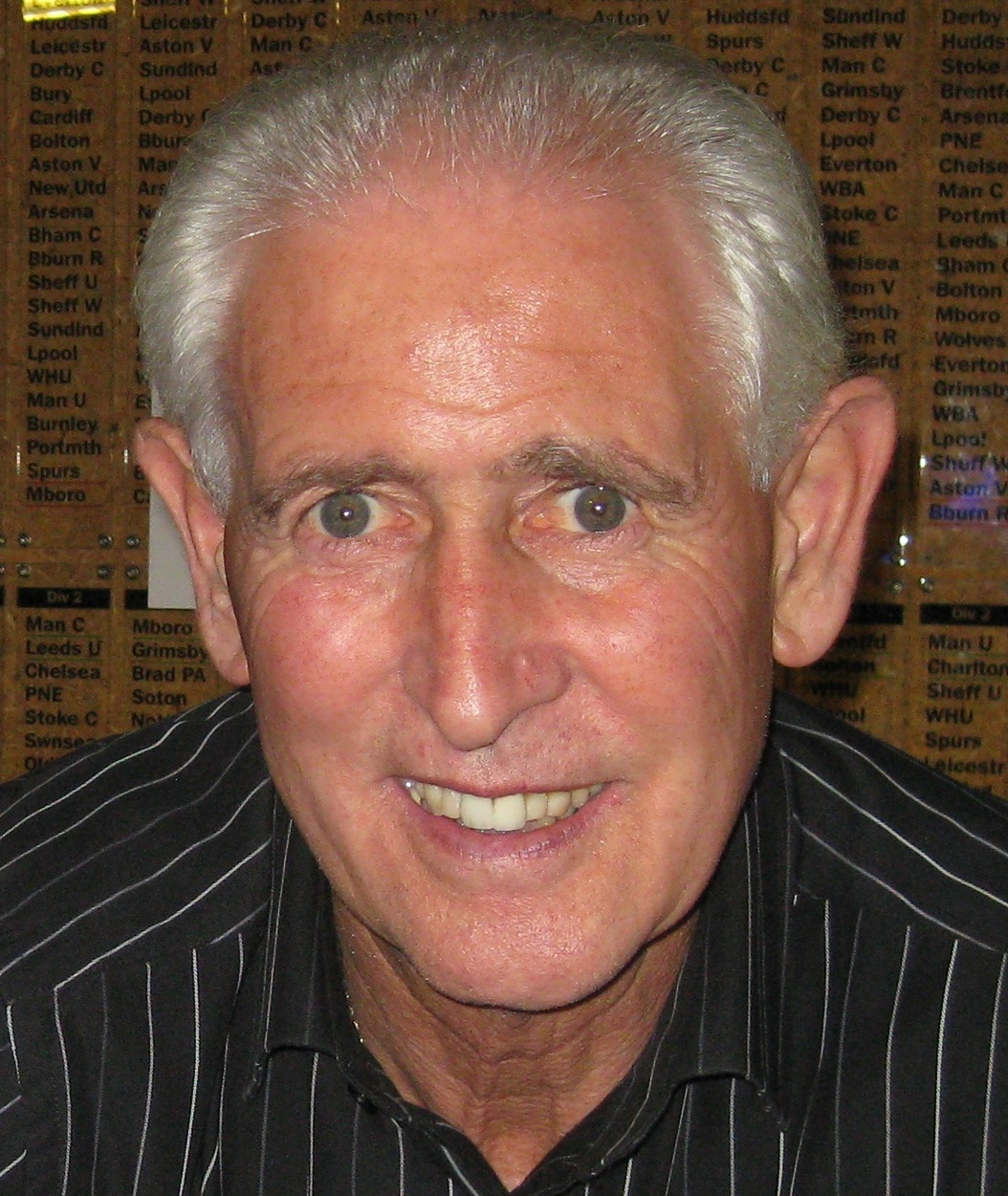
Peter Bonetti (n. 1941)
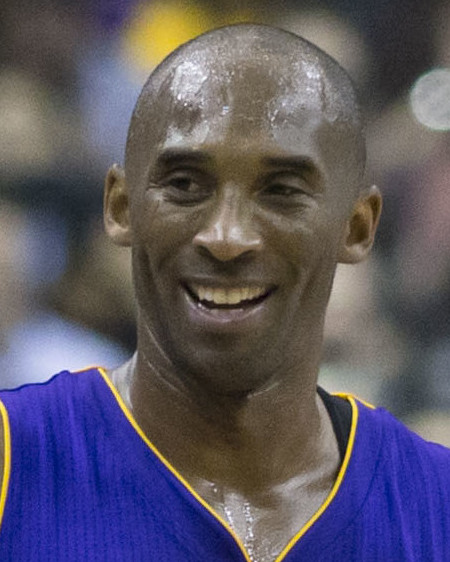
Kobe Bryant (n. 1978)
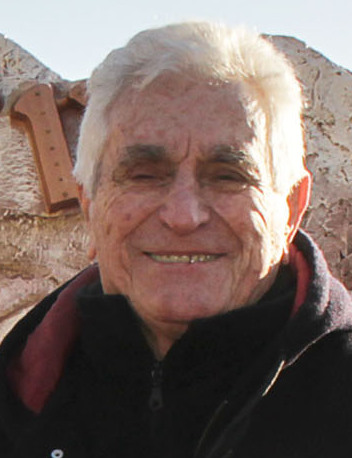
A. Carrizo (n. 1926)
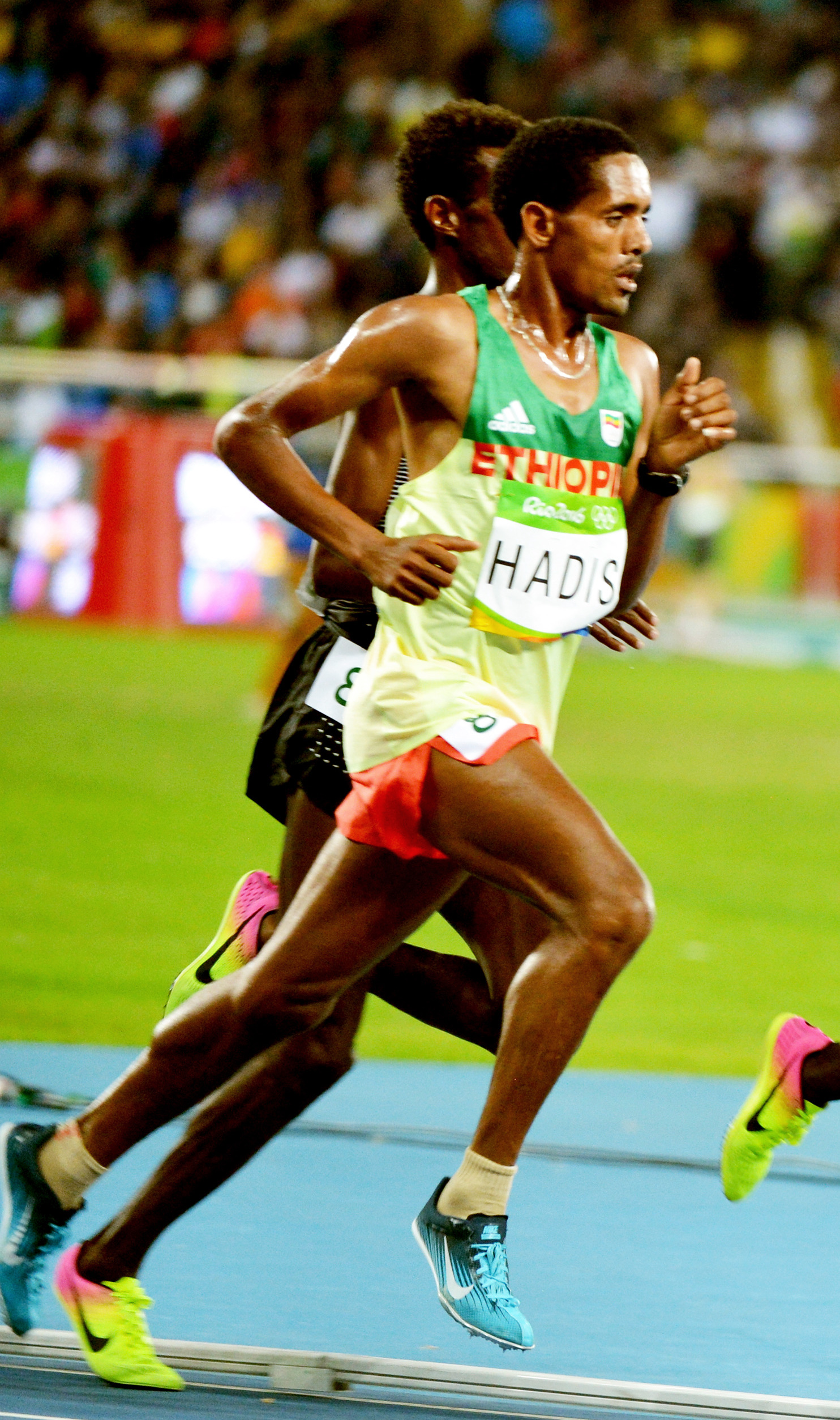
Abadi Hadis (n. 1997)
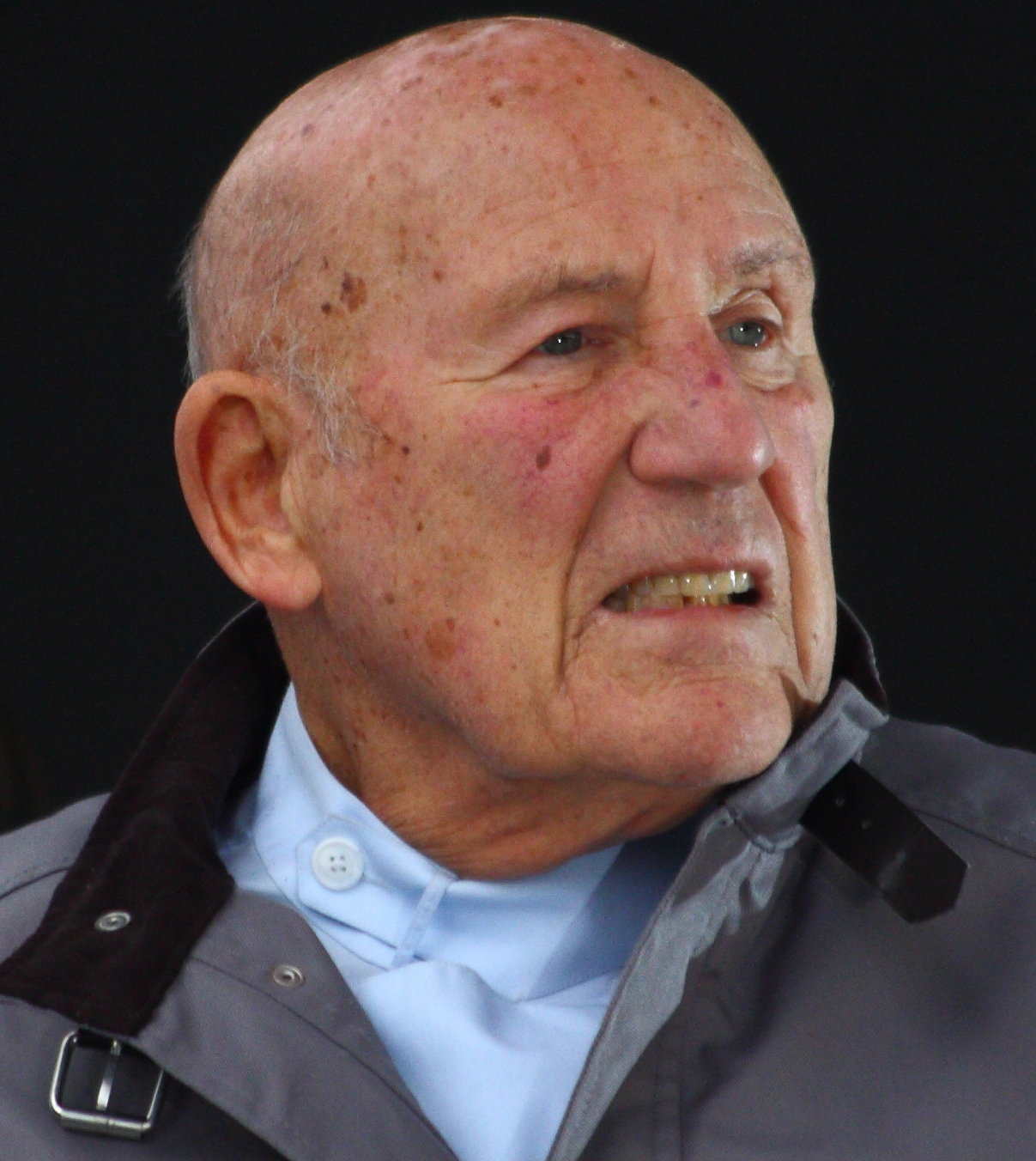
Stirling Moss (n. 1929)
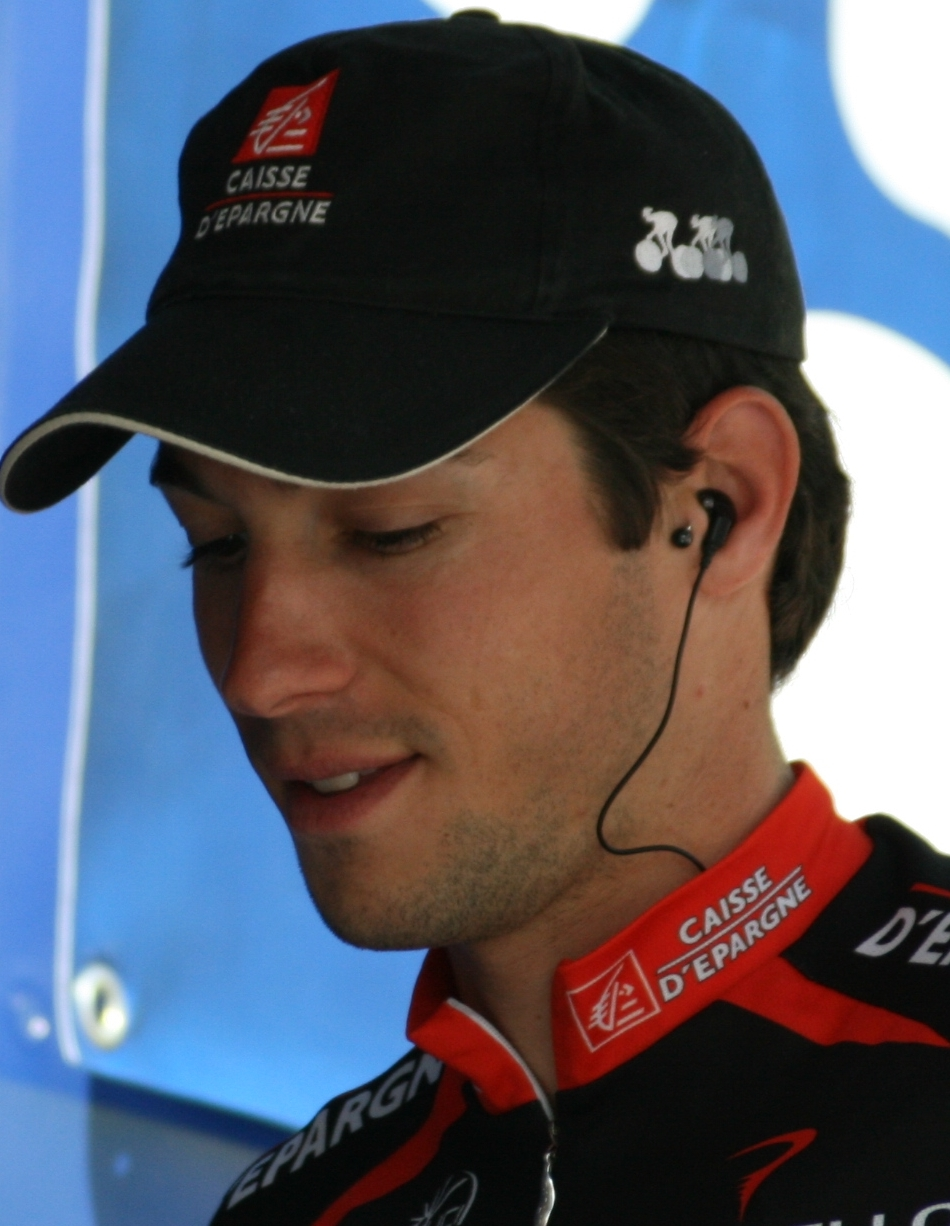
Nicolas Portal (n. 1979)
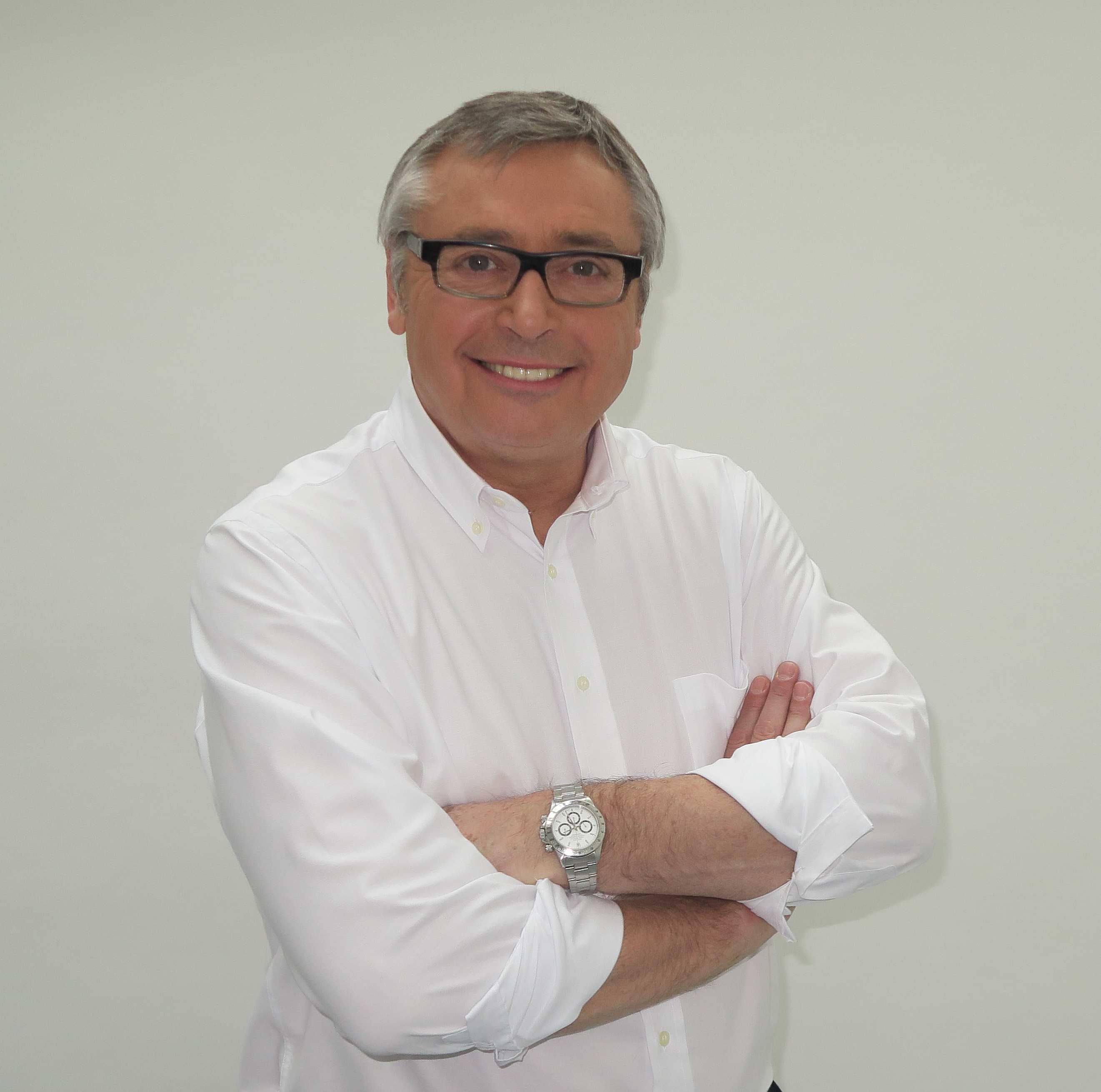
M. Robinson (n. 1958)
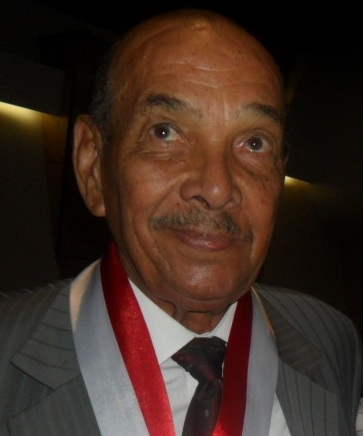
Efraín Sánchez (n. 1926)

### Literatura
Vicent J. Sanz i Guerrero guanyà el 26é Premi de Literatura Eròtica de la Vall d'Albaida amb la novel·la No puc viure sense tu.
Defuncions
El 3 de gener morí la dramaturga xilena Mónica Echeverría Yáñez; el 5 morí l'escriptor i traductor andorrà Antoni Morell; el 9, l'escriptor de ciència-ficció Mike Resnick, guanyador de cinc premis Hugo; el 13 de gener, la novel·lista alcoiana Isabel-Clara Simó; el 31, l'autora de suspens Mary Higgins Clark.
El 3 de febrer faltà el crític literari George Steiner; el 22, la poeta grega Kikí Dimulà.
El 8 de març morí l'escriptor Lluís Racionero; el 29, l'escriptor rus Iuri Bóndarev; el 31, el novel·liste gallec Xosé Luís Franco Grande.
El 16 d'abril traspassà el novel·liste xilé Luis Sepúlveda; el 21, el dramaturg italià Antonio Tarantino; el 25, el suec Per Olov Enquist; i el 29, el jove poeta danés d'origen palestí Yahya Hassan.
El primer de maig morí la novel·lista África Lorente Castillo; el 23, l'escriptora lisboeta Maria Velho da Costa.
El 14 de juny morí l'escriptora sud-africana Elsa Joubert; el 15 traspassaren el periodiste mataroní Manuel Cuyàs i el divulgador gascó Michel Roquebert, expert en catarisme; el 19, el novel·liste barceloní Carlos Ruiz Zafón.
- Á. Lorente (n. 1954)
- Antoni Morell (n. 1941)
- L. Racionero (n. 1940)
- C. Ruiz Zafón (n. 1964)
- I. C. Simó (n. 1943)
- Alberto Blecua (n. 1941)
- Mario Bunge (n. 1919)
- I. Bóndarev (n. 1924)
- Kikí Dimulà (n. 1931)
- M. Echeverria (n. 1920)
- P. O. Enquist (n. 1934)
- X. L. Franco (n. 1936)
- Y. Hassan (n. 1995)
- M. Higgins (n. 1927)
- H. Mingarelli (n. 1956)
- Mike Resnick (n. 1942)
- Roger Scruton (n. 1944)
- L. Sepúlveda (n. 1949)
- Roger Steiner (n. 1929)
- A. Tarantino (n. 1938)
- Velho da Costa (n. 1938)

### Música
| M/d   | títol                                   |
| ----- | --------------------------------------- |
|       | Les hores mortes                        |
| 04/03 | Repom                                   |
| 09/18 | El senyal que esperaves                 |
| 01/10 | Canvis                                  |
|       | La gran onada                           |
| 02/13 | Insurrecte                              |
| 06/18 | Punisher                                |
| 09/29 | Violet Bent Backwards over the Grass    |
| 07/31 | A Hero's Death                          |
| 10/23 | Song Machine, Season One: Strange Timez |
| 02/21 | Miss Anthropocene                       |
| 05/29 | Chromatica                              |
| 10/30 | Positions                               |
| 01/17 | Manic                                   |
| 03/27 | Future Nostalgia                        |
| 09/18 | Heaven & Hell                           |
| 08/28 | S&M2                                    |
| 12/25 | Scarlet Holliday                        |
| 01/31 | Walls                                   |

- El 2020 feu 250 anys del naixement del compositor Beethoven i 100 de la fadista Amália Rodrigues.

La cantant sesrovirenca Rosalía guanyà un Grammy per El mal querer.
La vint-i-cinquena edició del Barnasants començà el 24 de gener i oferí els concerts, entre d'altres, d'Hugo Mas o Xiomara Abello, abans d'ajornar-se per la pandèmia.
El 28 de febrer Lady Gaga publicà la cançó "Stupid love" i, el 22 de maig, "Rain on me", un duet amb Ariana Grande. El 20 de juny eixí la caixa recopilatòria dels dos primers discs de Diabologum, La jeunesse est un art.
Defuncions
El 3 de gener morí el pastisser Martín Rodríguez Muñoz, ex bateria dels grups Sangtraït, Barbablanca i Los Guardians del Pont; i el 7 de gener, el bateria del grup canadenc Rush, Neil Peart; el 14 de gener, la soprano dramàtica Naděžda Kniplová; el 21, la cantant soul Meritxell Negre.
El 17 de febrer moriren el punxadiscs i productor Andrew Weatherall i el cantant compromés Kizito Mihigo, pres polític ruandés.
El 20 de març, el cantant texà Kenny Rogers; el 24, el músic camerunés Manu Dibango; el 25, la cantant neerlandesa Liesbeth List; el 27, els músics jamaicans Bob Andy i Delroy Washington; el 29, el compositor polonés Krzysztof Penderecki, autor de Plany a les Víctimes d'Hiroshima; el 30, el cantant afroamericà Bill Withers; el 31, el compositor experimental Víctor Nubla.
- Amadeu Casas (n. 1954)
- Pau Donés (n. 1966)
- Víctor Nubla (n. 1956)
- L. Aute (n. 1943)
- Julian Bream
- Joaquín Carbonell (n. 1947)
- M. Dibango (n. 1933)
- Lee Konitz (n. 1927)
- Liesbeth List (n. 1941)
- Vera Lynn (n. 1917)
- E. Morricone (n. 1928)
- Neil Peart (n. 1952)
- K. Penderecki (n. 1933)
- Kenny Rogers (n. 1938)
- Louis van Dijk (n. 1941)
- Eddie Van Halen (n. 1955)
- A. Weatherall (n. 1963)
- Bill Withers (n. 1938)

El 3 d'abril morí la cantant kurda Helin Bölek, en vaga de fam per l'alliberament dels seus companys del grup Yorum; el 4, el cantautor Luis Eduardo Aute; el 7, el músic somali Xudeydi; el 12, el pianiste de jazz Louis van Dijk; el 15, el saxofoniste Lee Konitz; el 22, l'ex membre de Les Luthiers Marcos Mundstock i el cantaor Enrique Castellón Vargas; el 24, el cantant turc Mustafa Koçak.
El 28 de maig, el compositor de cinema Lennie Niehaus, col·laborador habitual de Clint Eastwood.
El 9 de juny morí el cantautor barceloní Pau Donés (Jarabe de Palo); el 18, als cent tres anys, la cantant de la Segona Guerra Mundial Vera Lynn; el 20, el cantautor occità Joan-Pau Verdier.
El 6 de juliol morí el compositor romà de cinema Ennio Morricone; el 17, la ballarina i cantant Zizi Jeanmaire.
El 10 d'agost, el cantautor angoleny Waldemar Bastos; el 14, el guitarriste anglés Julian Bream.
El 12 de setembre, el cantautor aragonés Joaquín Carbonell morí per COVID-19 després de mesos en una UCI.
El 6 d'octubre, el guitarriste de rock Eddie Van Halen morí d'un càncer.
El 24 de desembre morí el virtuós del violí Ivry Gitlis; el 25, el compositor de cinema estonià Jaan Rääts; el 26 el guitarriste barceloní Amadeu Casas i Rovira.

### Premis Nobel
| Camp                  | Guardonats                                                 |
| --------------------- | ---------------------------------------------------------- |
| Física                | - Roger Penrose - Reinhard Genzel - Andrea Mia Ghez        |
| Química               | - Emmanuelle Cherpentier - Jennifer A. Doudna              |
| Literatura            | - Louise Glück                                             |
| Medicina o Fisiologia | - Harvey J. Alter - Michael Houghton - Charles M. Rice     |
| Pau                   | - World Food Programme (WFP) (Programa Mundial d'Aliments) |
| Economia              | - Paul R. Milgrom - Robert B. Wilson                       |

### Política
El 21 de gener morí l'ex secretari luxemburgués de medi ambient, Eugène Berger, també conegut per haver escalat l'Everest el 1992. El 2 de febrer morí l'ex director general de l'Organització Mundial del Comerç Mike Moore. El 7 de març, la diputada iraniana Fatemeh Rahbar. El 16 de maig, l'ex alcalde cordovés Julio Anguita, ex dirigent d'Izquierda Unida.

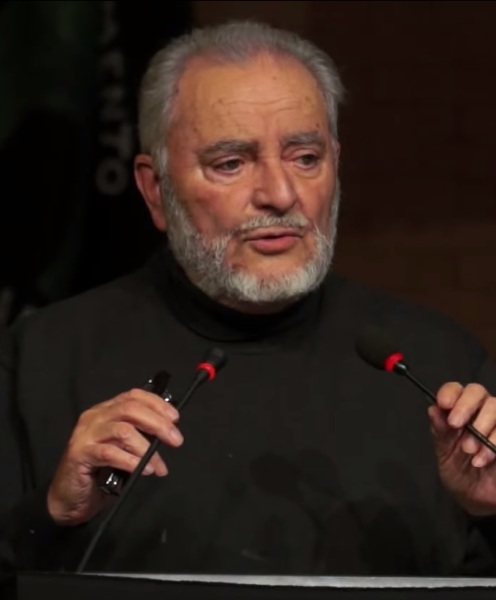
Julio Anguita (n. 1941)
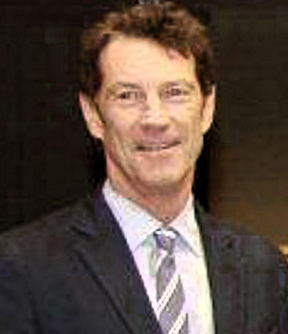
Eugène Berger (n. 1960)
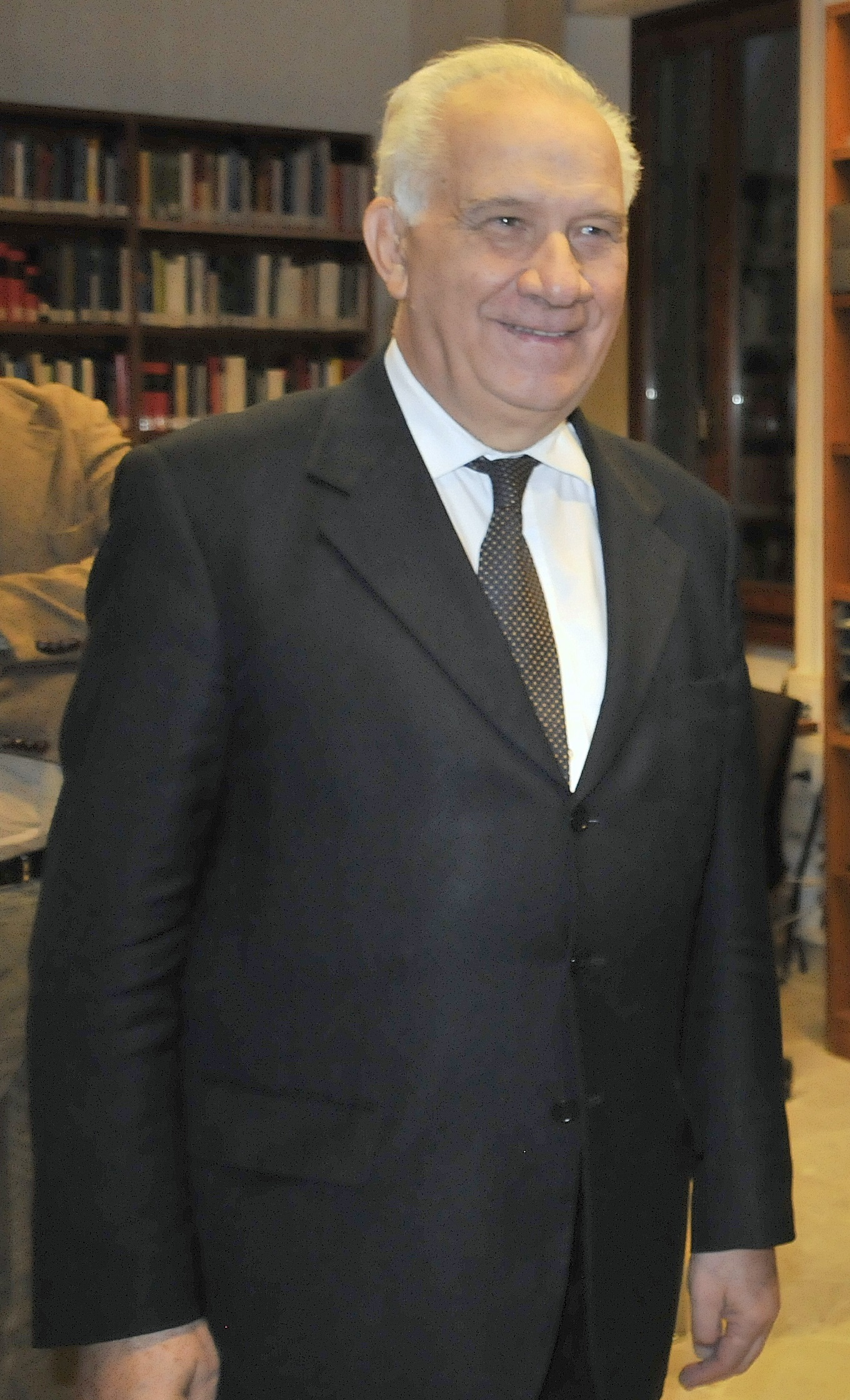
Carlo Casini (n. 1935)
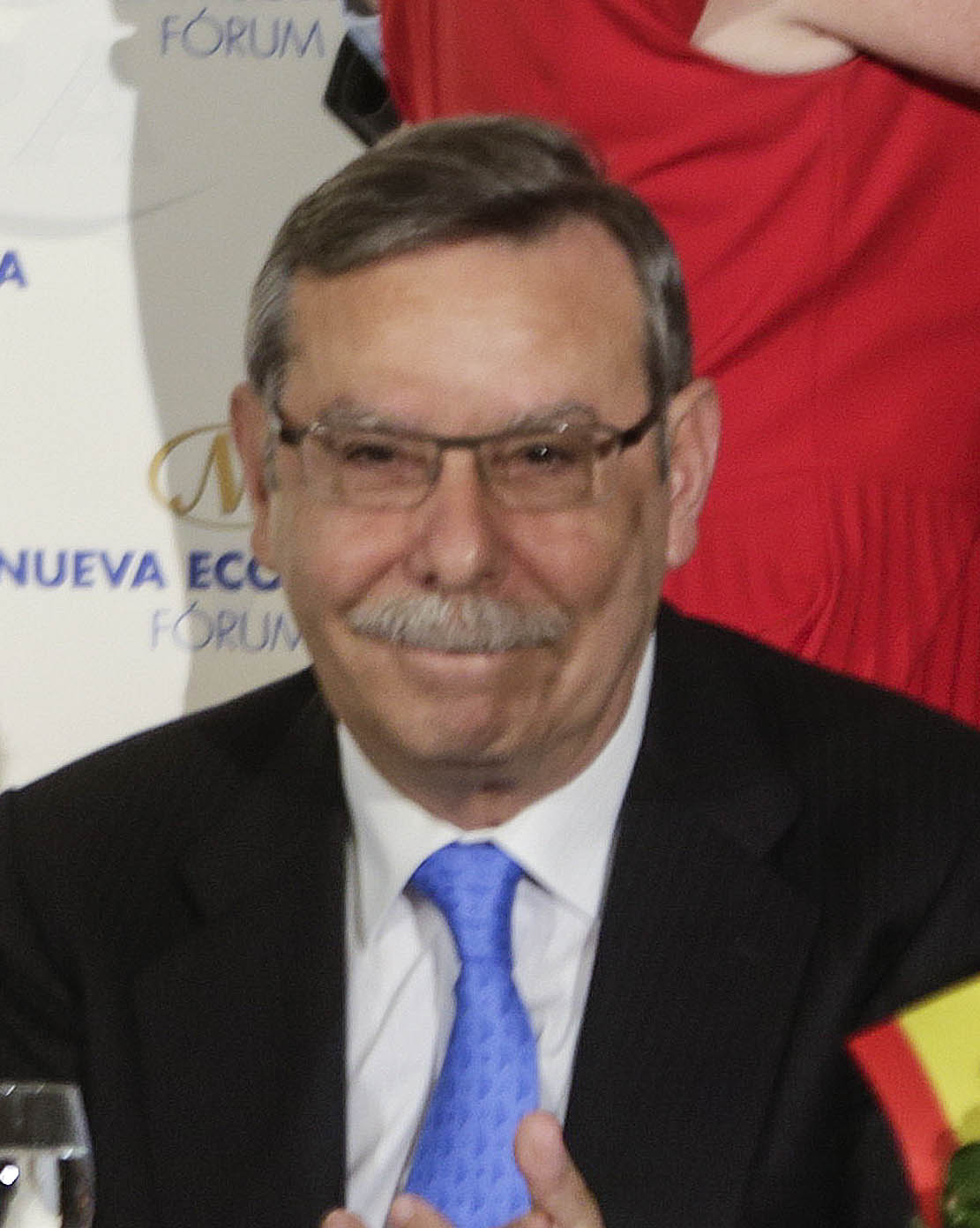
José Folgado (n. 1944)
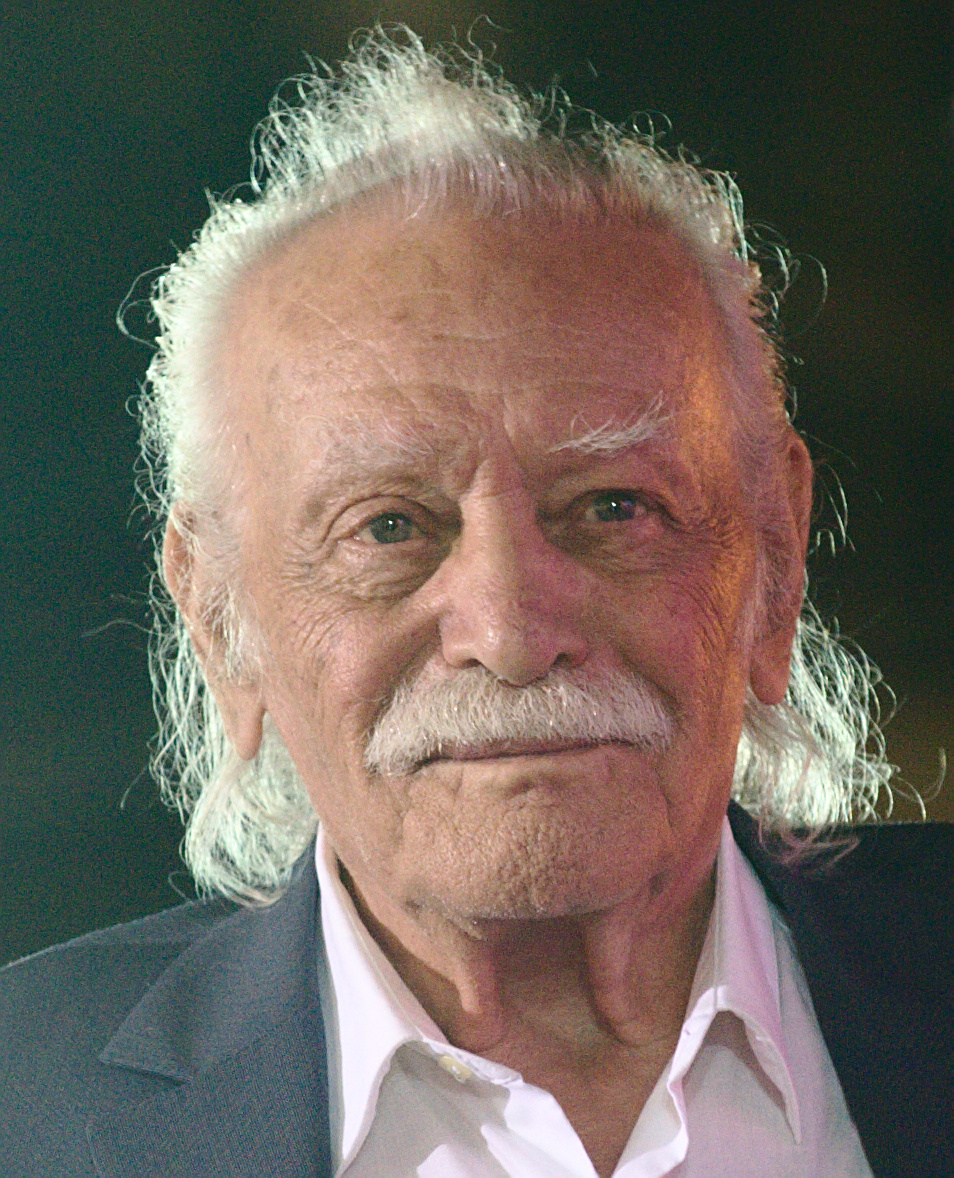
Manolis Glezos (n. 1922)
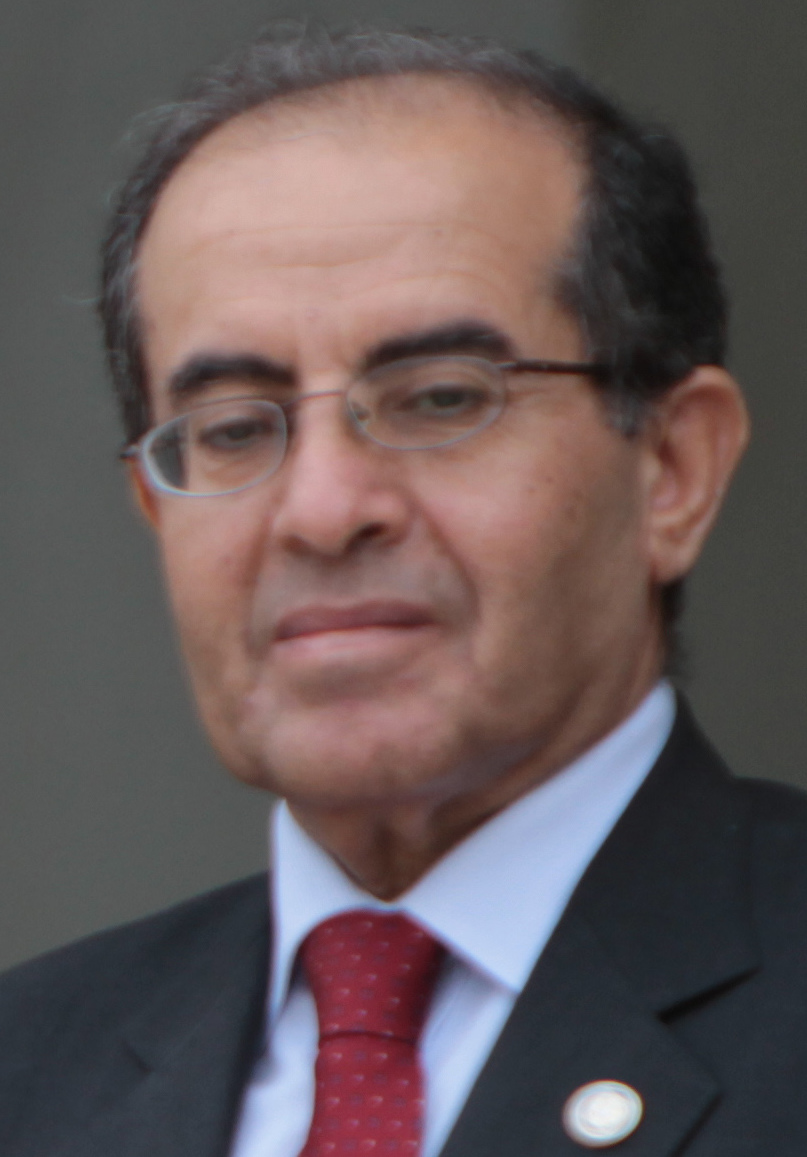
Mahmoud Jibril (n. 1952)
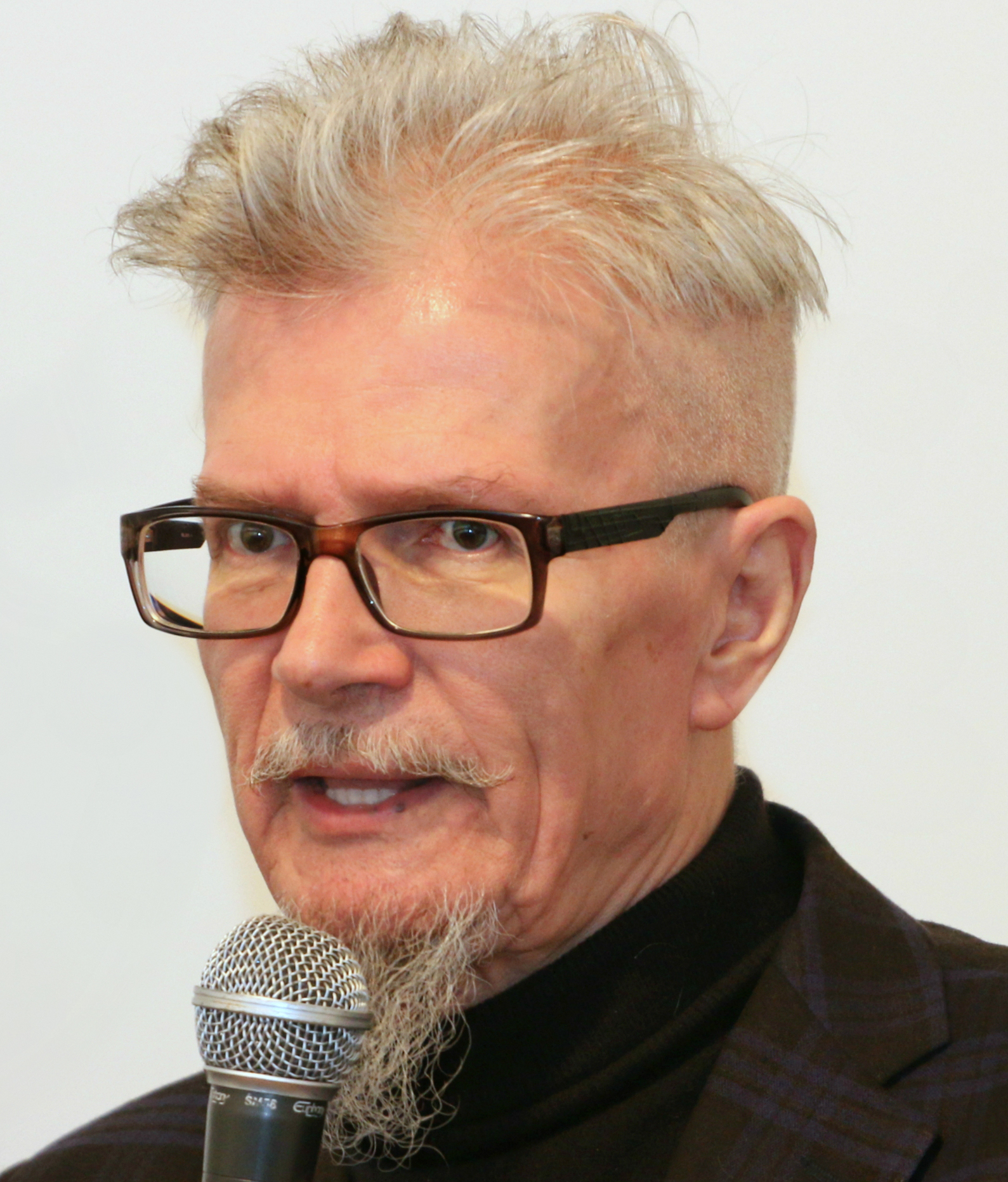
Eduard Limónov (n. 1943)
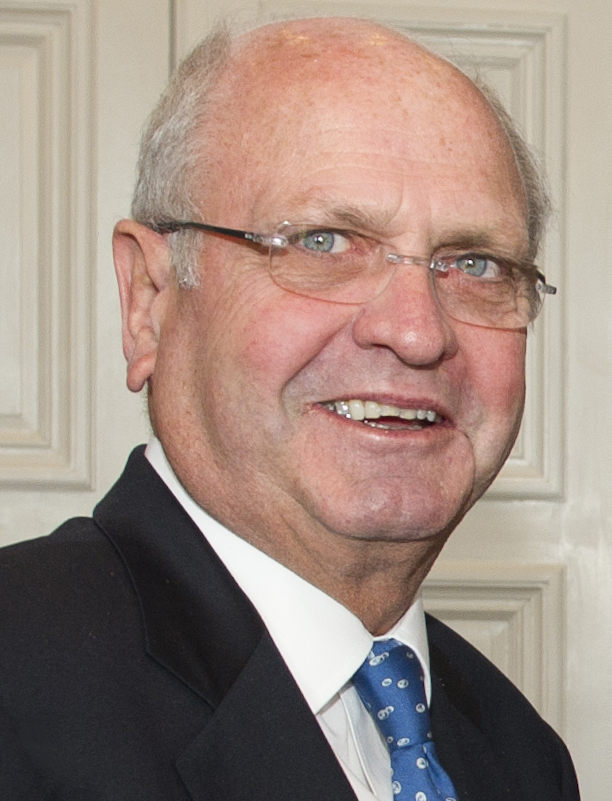
Mike Moore (n. 1948)
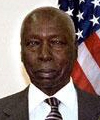
Daniel arap Moi (n. 1924)
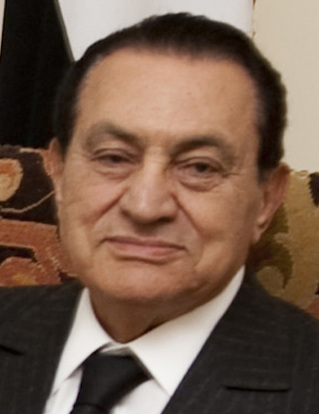
Hosni Mubàrak (n. 1928)
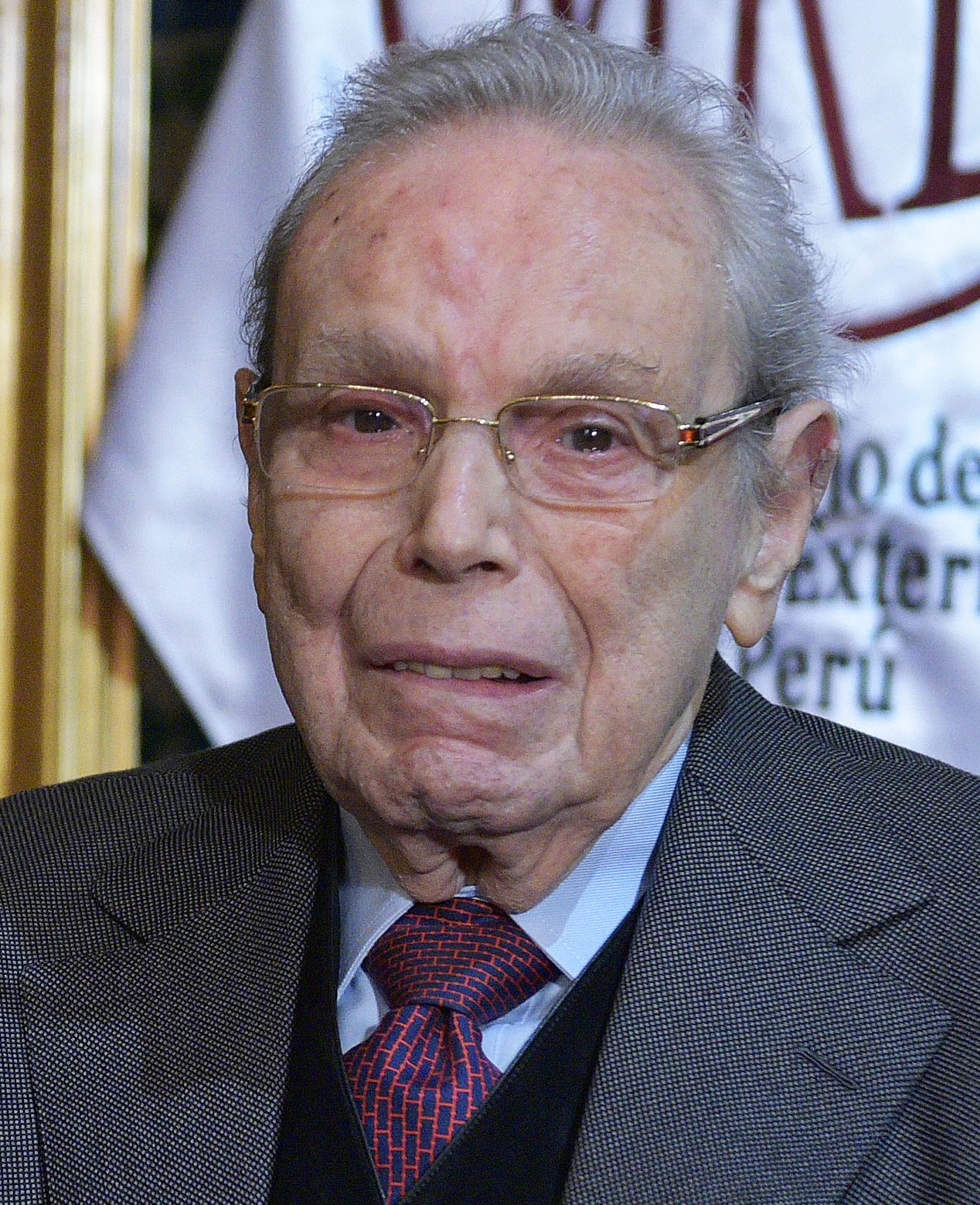
Javier Pérez de Cuéllar (n. 1921)
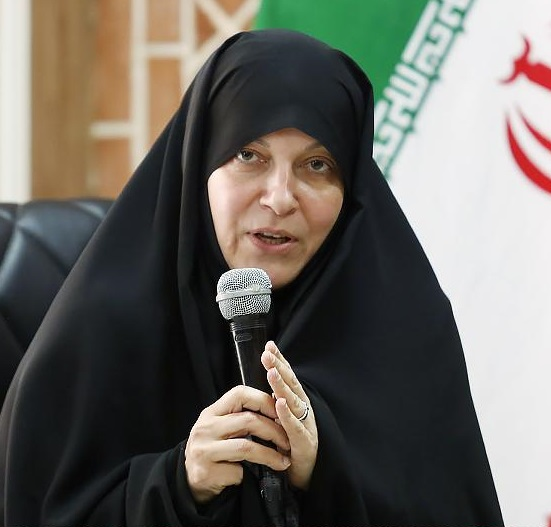
Fatemeh Rahbar (n. 1964)
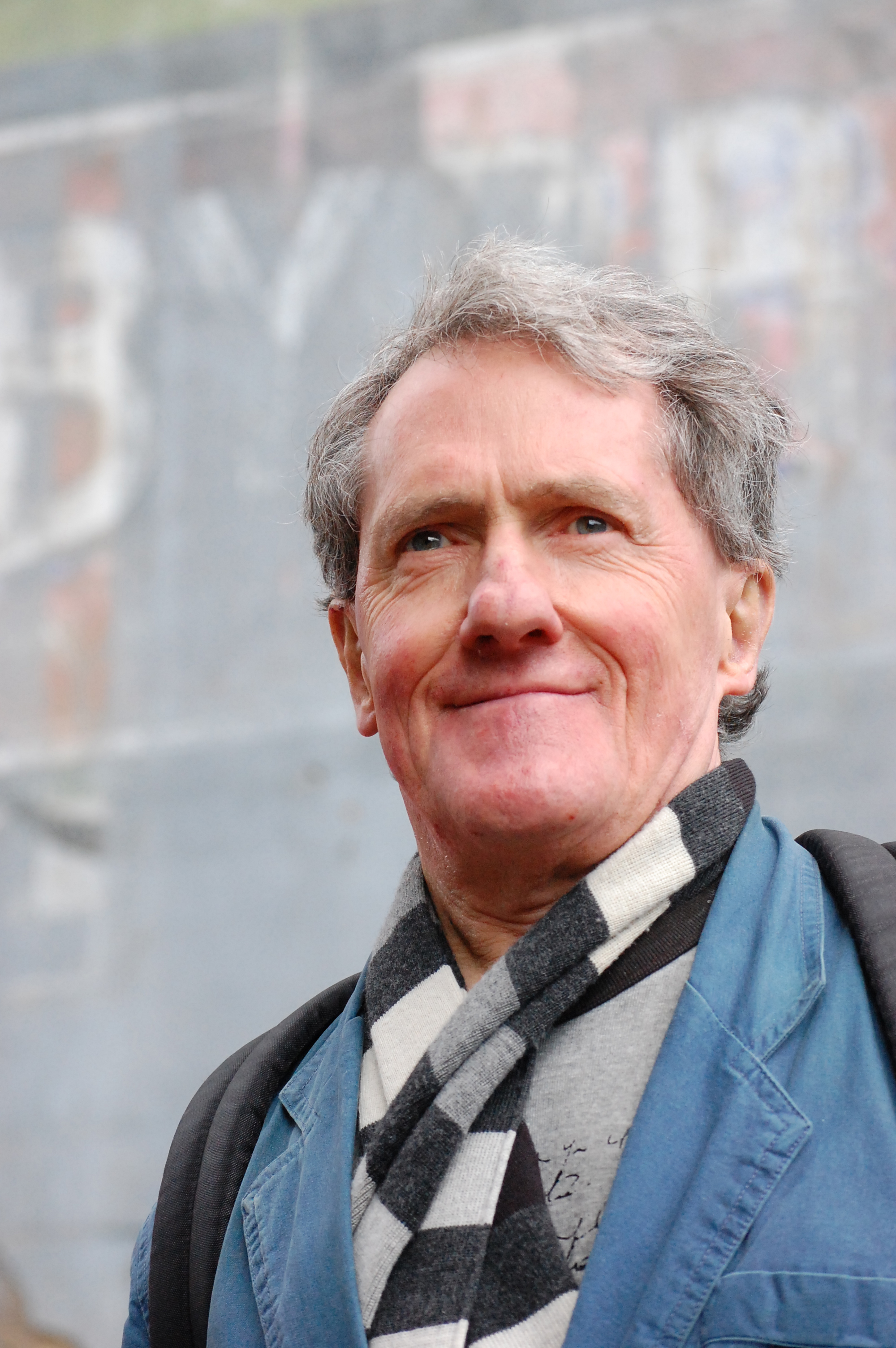
Yann Veillard (n. 1939)

### Videojocs
| M/d   | jocs                              |
| ----- | --------------------------------- |
| 11/12 | Spider-Man: Miles Morales         |
| 09/11 | Assassin's Creed Valhalla         |
| 07/17 | Ghost of Tsushima                 |
| 09/15 | Spelunky 2                        |
| 09/25 | Mafia: Definitive Edition         |
| 09/28 | Genshin Impact                    |
| 09/11 | Alba: A Wildlife Adventure        |
| 03/20 | Animal Crossing: New Horizons     |
| 08/27 | Eiyū densetsu: Hajimari no kiseki |

## Esdeveniments previstos
El primer de gener acabà l'explotació privada de l'autopista de la Mediterrània, amb la qual cosa passà a ser gratuïta entre Alacant i l'Hospitalet de l'Infant.

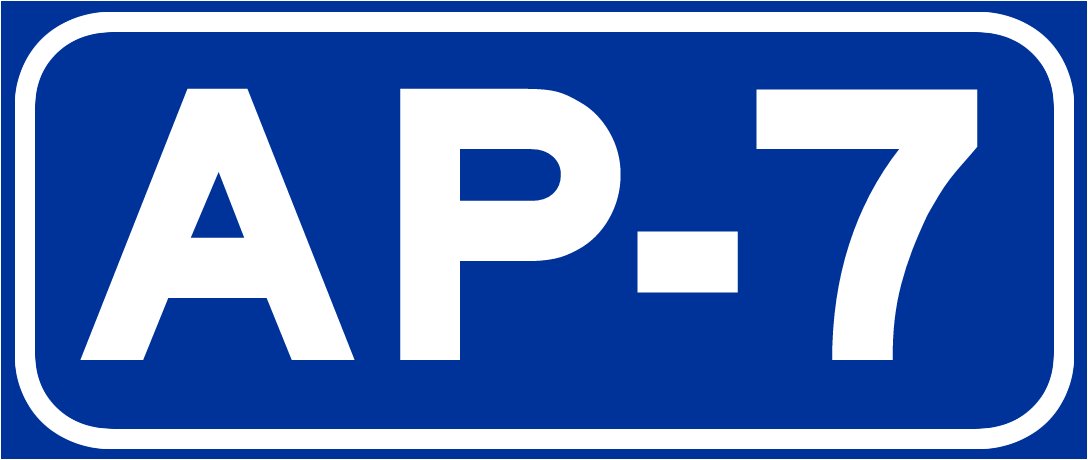
21 de juny: eclipsi solar
14 desembre: eclipsi solar

- Aral tornarà a tenir costa, la qual es trobava a 100 quilòmetres de la ciutat l'any 2003.
- Alguns països en vies de desenvolupament tenen previst convertir-se en països desenvolupats l'any 2020:
  - Vietnam
  - Malàisia
  - Indonèsia
  - Índia
- El Banc d'Espanya deixarà de canviar pessetes a euros.[79]
- Totes les llars europees tindran una connexió a internet amb una amplada de banda de 30 Mbps, i la meitat d'elles la tindran de 100 Mbps.[80]
- El govern alemany vol que l'any 2020 circulin un milió de cotxes elèctrics per les seves carreteres.[81]
- És la data límit que s'ha marcat el FC Barcelona per construir el nou Palau Blaugrana.[82]
- Se celebrarà el Fòrum Social Mundial de les Economies Transformadores a Barcelona

### Vols espacials
L'Agència Espacial Federal Russa té previst començar a minar heli-3 de la lluna.
L'Agencia Índia d'investigació Espacial vol enviar una missió tripulada a la lluna durant l'any 2020.
La NASA preveu enviar la missió no tripulada a Mart Mars 2020 el 17 de juliol.
- 4 de desembre - Xina: La nau Chang'e 5, envia a la Terra 2 kg de mostres de sòl lunar 44 anys després que ho fes la missió soviètica Luna 24.[84]

## Naixements
- 10 de maig - Ciutat de Luxemburg: Carles de Luxemburg, és el segon en la línia de successió al tron luxembugués per darrere del seu pare, el gran duc hereu Guillem de Luxemburg Nassau-Weilburg.[85]

## Necrològiques

### Països Catalans
- 13 de gener - Alcoi: Isabel-Clara Simó i Monllor, periodista i escriptora valenciana (n. 1943).[86]
- 14 de gener - Oliva (Safor): Josep Bonet i Segura, poeta valencià (n. 1951).[87]
- 22 de gener - Barcelona: Roser Rahola d'Espona, editora catalana, presidenta i fundadora de l'editorial Vicens Vives (n. 2014).[88]
- 8 de març - Barcelona: Lluís Racionero i Grau, escriptor i urbanista, que escrigué en català i castellà (n. 1940).[89]
- 13 de març: Elisenda Ribes i Sallent, actriu catalana de teatre, cinema, televisió i doblatge (n. 1936).[90]
- 17 de març: Belfast, Irlanda del Nord: Betty Williams, pacifista nord-irlandesa, Premi Nobel de la Pau de l'any 1976.[91]
- 3 d'abril - Barcelona: Eulàlia Amorós Solà, pedagoga i poeta reusenca (n. 1925).[92]
- 10 d'abril - Barcelona: Maria Mercè Costa Paretas, arxivera catalana, directora de l'Arxiu de la Corona d'Aragó (n. 1923).[93]
- 13 d'abril - Gavà: Boi Alavedra, futbolista català (n. 1944).
- 21 d'abril: Santander: Teresa Rodrigo Anoro, física catalana, catedràtica de Física Atòmica de la Universitat de Cantàbria (n. 1956).[94]
- 23 d'abril, Premià de Mar: Alícia Guri i Canivell, jugadora de tennis i tennis taula catalana.[95]
- 30 d'abril, Barcelonaː Maria Lluïsa Cortada i Noguero, clavecinista i musicòloga catalana (n. 1938).[96]
- 15 de maig - Madrid: Joan Genovés i Candel, pintor i artista gràfic valencià (n. 1930).[97]
- 11 de juny - Barcelonaː Rosa Maria Sardà, actriu de teatre, cinema i televisió catalana.[98]
- 30 de juny - Tàrregaː Pilarín Minguell Pont, locutora a Ràdio Tàrrega i actriu (n. 1926).[99]
- 8 d'agost - Batatais: Pere Casaldàliga i Pla, bisbe i escriptor català (n. 1928).
- 7 de setembre - Barcelona, Luisita Tenor, cantant espanyola de pop dels anys 60.[100]
- 28 de setembre - Sabadell: Josep Maria Benaul i Berenguer, historiador català (n. 1951).
- 6 d'octubre - Barcelona: Alfons Borrell i Palazón, pintor (n. 1931).[101]
- 17 d'octubre - Barcelona: Aurora Chamorro i Gual, nedadora catalana, campiona de Catalunya i Espanya.[102]
- 11 de novembre - Badalona: Jordi Llopart, atleta (n. 1952).[103]
- 16 de novembre - Barcelona: Maria Salvo Iborra, activista antifranquista (n. 1920).[104]
- 24 de novembre - Barcelona: Montserrat Carulla i Ventura, actriu (n. 1930).[105]
- 8 de desembre - Barcelona: Jordi Nadal i Oller, historiador. Va ser deixeble de Jaume Vicens i Vives (n. 1929).[106]
- 13 de desembre - la Floresta, Sant Cugat del Vallès: Josep Pla-Narbona, pintor, dibuixant, escultor i dissenyador gràfic (n. 1928).[107]
- 18 de desembre - Sant Julià de Lòria, Andorra: Òscar Ribas Reig, empresari i polític. Va ser Cap de Govern d'Andorra els anys 1982-1984 i 1990-1994 (n. 1936).[108]

### Resta del món
- 1 de gener, Sheffield, Anglaterra: Chris Barker, futbolista anglès (n. 1980)
- 17 de febrer, Madrid: María Moreno Blasco, pintora espanyola realista (n. 1933).[109]
- 5 d'abril, San Francisco, USA: Margaret Burbidge, astrònoma anglesa, primera directora de l'Observatori Reial de Greenwich (n. 1919).[110]
- 13 d'abril, Fontenay-lès-Briis: Sarah Maldoror, directora de cinema francesa, pionera del cinema panafricà (n. 1929).[111]
- 20 d'abril, la Corunya (Galícia): Luz Pozo Garza, poetessa gallega, membre numerària de la Real Academia Galega (n. 1922).[112]
- 25 de març - Barcelona: María Araujo, dissenyadora de vestuari i caracteritzadora de personatges per teatre, cinema i televisió.[113]
- 3 de maig, Chichester: Selma Huxley, historiadora canadenca que estudià la història balenera del País Basc al Canadà al s. XVI (n. 1927).[114]
- 25 de maig, Londres: Edith Aron, escriptora i traductora alemanya, inspiradora de la Maga, de Rayuela (n. 1923).[115]
- 23 de juny, Nova York (EUA): Li Zhensheng, fotoperiodista xinès, autor de fotografies rellevants de Revolució Cultural xinesa (n. 1940).[116]
- 26 de juny, Xangai, (Xina): Chen Peiqiu, pintora de cal·ligrafia i guohua xinesa (n. 1920).[117]
- 6 de juliol, Roma: Ennio Morricone, músic italià, compositor de bandes sonores i director d'orquestra (n. 1928)[118]
- 8 de juliol - Canton, Xinaː Flossie Wong-Staal, viròloga i biòloga molecular xinesa-estatunidenca, que va clonar el VIH (n. 1947).[119]
- 10 de juliol, Budapest: Olga Tass, gimnasta artística hongaresa, medallista olímpìca.[120]
- 13 de juliol - Draveil: Nadine Cosentino, pintora i dissenyadora nord-catalana (n. 1947).[121]
- 20 de juliol, Moscou (Rússia): Víktor Txíjikov, il·lustrador i dissenyador gràfic rus.
- 23 de juliol, Buenos Aires: Haydée Vallino de Lemos, fundadora d'Àvies de la Plaza de Mayo.[122]
- 25 de juliol, París: Olivia de Havilland, actriu estatunidenca (n. 1916).[123]
- 24 de juliol, Itàlia: Roberto Draghetti, Actor de veu italià (n. 1960).
- 28 de juliol, París: Gisèle Halimi, advocada, activista feminista i política francotunisiana (n. 1927).[124]
- 31 d'agost, Roma: Nina Botxarova, gimnasta artística soviètica que destacà als Jocs Olímpics d'Estiu de 1952 (n. 1924).[125]
- 9 de setembre, 
  - Tottenham: Shere Hite, sexòloga alemanya, autora de l'Informe Hite sobre sexualitat femenina (n. 1942).[126]
  - Milà: Cini Boeri, arquitecta i dissenyadora italiana (n. 1924).[127]
- 16 de setembre, Índia: Kapila Vatsyayan, acadèmica, historiadora de l'art i política (n. 1928).
- 18 de setembre, Brooklyn: Ruth Bader Ginsburg, jutgessa associada al Tribunal Suprem dels Estats Units nomenada per Bill Clinton.[128]
- 20 de setembre, Roma: Rossana Rossanda, periodista i política italiana.[129]
- 23 de setembre, Ramatuela, França: Juliette Gréco, cantant i actriu francesa (n. 1927).[130]
- 15 d'octubre, Luleà, Suècia: Sonja Edström, esquiadora de fons sueca (n. 1930).[131]
- 31 d'octubre, Bahames: Sean Connery, actor i productor de cinema escocès (n. 1930).[132]
- 11 de novembre, Aosta, Itàlia: Giuliana Minuzzo, esquiadora italiana, primera dona italiana a guanyar una medalla olímpica.[133]
- 21 de novembre, Hyderabad, Índia: Devi Priya, poeta en llengua telugu (n. 1951).[134]
- 25 de novembre, Argentina Diego Armando Maradona entrenador de futbol, responsable esportiu i futbolista argentí (n. 1960)
- 27 de novembre, Absard (Iran)ː Mohsen Fakhrizadeh, físic. Pare del programa nuclear iranià.[135]
- 2 de desembre, Authon, França: Valéry Giscard d'Estaing, president de la República francesa del 1974 al 1981 (n. 1926).[136]
- 8 de desembre - Buenos Aires (Argentina)ː Alejandro Sabella, futbolista i entrenador. Va ser el seleccionador argentí de futbol del 2011 al 2014 (n. 1954).[137]
- 11 de desembre - Riga (Letònia)ː Kim Ki-duk, cineasta sud-coreà (n. 1960).[138]
- 12 de desembre - Poole, Anglaterra: John le Carré, escriptor (n. 1931).[139]
- 26 de desembre - EUA: Luke Harper, Lluitador nord-americà (n. 1979)

| M/d   | Nom i llinatges                      | Activitat                    | Origen         | E   |
| ----- | ------------------------------------ | ---------------------------- | -------------- | --- |
| 04/13 | Baldiri Alavedra i Pla Boi           | futbolista                   | gavanenc       | 76  |
| 02/21 | Antoni Alemany Cladera               | ex alcalde                   | alcudienc      | 72  |
| 02/14 | Josep Maria Aloy i Bosch             | crític literari              | manresà        | 71  |
| 04/03 | Eulàlia Amorós Solà                  | pedagoga                     | reusenca       | 95  |
| 03/17 | Joan Aragonès i Llaberia             | capellà                      | mont-rogenc    | 90  |
| 04/12 | Núria Aramon i Stein                 | traductora i filòloga        | barcelonina    | 80  |
| 02/13 | Jorge Arandes                        | periodista                   | barceloní      | 90  |
| 03/25 | María Araujo                         | caracteritzadora             | canària        | 70  |
| 01/30 | Rosa Argelaguet i Isanta             | enginyera industrial         | sallentina     | 62  |
| 03/09 | Josep-Ramon Bach i Núñez             | escriptor                    | sabadellenc    | 73  |
| 03/20 | Bartomeu Barceló Quetgles            | activista cultural           | palmesà        | 79  |
| 02/15 | Lluís Bargalló Llurba                | il·lustrador                 | barceloní      | 87  |
| 03/06 | Carles Bas i Peired                  | biòleg                       | barceloní      | 97  |
| 04/06 | Josep Maria Benet i Jornet           | dramaturg                    | barceloní      | 79  |
| 01/14 | Josep Bonet i Segura                 | poeta                        | almoiner       | 68  |
| 02/26 | Eduardo Bort                         | guitarrista prog-rock        | valencià       | 72  |
| 04/21 | Salvador Bosch i Peris               | atleta                       | barceloní      | 89  |
| 03/21 | Vicenç Capdevila i Cardona           | ex alcalde                   | hospitalenc    | 83  |
| 03/16 | Ramon Maria Carrera Savall           | artista plàstic              | banyolí        | 95  |
| 03/22 | Jordi Casanovas i Miró               | filòleg                      | barceloní      | 66  |
| 03/23 | Llorenç Cassi i Morató               | atleta                       | barceloní      | 79  |
| 04/22 | Enrique Castellón El Príncipe Gitano | cantaor                      | russafí        | 92  |
| 03/14 | Narcís Codina i Surós                | empresari                    | maçanetenc     | 87  |
| 04/20 | Pere Colldecarrera i Camps           | pintor paisatgista           | olotí          | 87  |
| 03/22 | Germà Colón i Domènech               | filòleg                      | castellonenc   | 91  |
| 04/30 | Maria Lluïsa Cortada i Noguero       | clavicembalista i musicòloga | barcelonina    | 82  |
| 04/13 | Juan Gabriel Cotino Ferrer           | polític                      | xiriveller     | 70  |
| 04/28 | Ramon Cotrina i Puig                 | escriptor                    | santjoaní      | 87  |
| 04/10 | Joan Cuadrench i Aragonès            | futbolista                   | cornellanenc   | 57  |
| 03/14 | José Vicente Cuxart i Vaquer         | empresari                    | maçanetenc     | 87  |
| 01/02 | Joan de Muga Dòria                   | galerista                    | barceloní      | 74  |
| 04/17 | Manuel Duran i Gili                  | escriptor                    | barceloní      | 95  |
| 03/18 | Julià Fernández Ferrer               | enginyer aeronàutic          | barceloní      | 97  |
| 03/17 | Josep Freixas i Vivó                 | músic                        | capelladí      | 90  |
| 02/10 | Diana Garrigosa Laspeñas             | economista i informàtica     | barcelonina    | 75  |
| 02/14 | Joan Alfons Gil Albors               | dramaturg                    | alcoià         | 93  |
| 03/05 | Josep Maria Gil-Vernet i Vila        | uròleg                       | barceloní      | 97  |
| 02/12 | Alberto González Vergel              | director teatral             | rojaler        | 97  |
| 01/20 | Francesc Grau i Pla                  | futbolista                   | garriguenc     | 84  |
| 01/14 | Maria Mercè Guix Genobart            | deportista                   | barcelonina    | 77  |
| 02/04 | Remigio Herrero i Garcia             | polític                      | castellà       | 69  |
| 03/22 | Benet Joanet Jiménez                 | futbolista                   | espluguí       | 84  |
| 04/13 | Landelino Lavilla Alsina             | ex ministre                  | lleidatà       | 85  |
| 05/01 | África Lorente Castillo              | escriptora                   | tangerina      | 65  |
| 02/08 | Purificación Martín Campos           | activista                    | andalusa       | 62  |
| 03/06 | Enric Mirambell i Belloc             | historiador                  | gironí         | 97  |
| 02/01 | Ramon Mateu i Llevadot               | periodista                   | barceloní      | 62  |
| 04/01 | José Antonio Martínez i Bayo         | atleta                       | lleidatà       | 67  |
| 04/04 | Vicent Masià i Mengual               | artista plàstic              | alcoià         | 80  |
| 04/15 | Josep Milà Atset                     | alpinista                    | vilafranquí    | 98  |
| 03/27 | Jordi Monés i Pujol-Busquets         | hist. de l'ensenyament       | badaloní       | 91  |
| 04/16 | Pep Montoya                          | artista visual               | olesà          | 68  |
| 01/05 | Antoni Morell i Mora                 | escriptor                    | andorrà        | 78  |
| 01/21 | Meritxell Negre                      | cantant soul                 | barcelonina    | 48  |
| 03/31 | Víctor Nubla                         | músic                        | barceloní      | 63  |
| 03/24 | Roser Oller i Montia                 | pedagoga musical             | barcelonina    | 90  |
| 01/24 | Joan Pineda i Sirvent                | music, pianista              | barceloní      | 89  |
| 03/19 | Josep Raimon Prous Cochs             | bioquímic                    | reusenc        | 90  |
| 03/29 | Arnau Puig i Grau                    | crític d'art                 | barceloní      | 94  |
| 04/19 | Jaume Queralt Prats, Met Barran      | escriptor, poeta             | nord-català    | 79  |
| 01/23 | Roser Rahola d'Espona                | editora                      | barcelonina    | 105 |
| 03/29 | Josep Ricart i Maymir                | escultor                     | taradellenc    | 94  |
| 04/09 | Teresa Rodrigo Anoro                 | física                       | lleidatana     | 63  |
| 01/03 | Martín Rodríguez Muñoz               | bateria                      | andalús        | 64  |
| 02/08 | Carlos Rojas Vila                    | escriptor                    | barceloní      | 91  |
| 04/21 | Anna Rosselló i Elias                | escriptora                   | flixanca       | 96  |
| 04/03 | Montserrat Sabater Bacigalupi        | editora                      | barcelonina    | 79  |
| 04/20 | Josep Sala i Mañé                    | casteller                    | vilafranquí    | 82  |
| 01/22 | Santi Sans                           | actor                        | gracienc       | 86  |
| 01/15 | Roser Soliguer i Valls               | pedagoga                     | barcelonina    | 98  |
| 02/05 | Joan Maria Tintoré i Turull          | dirigent esportiu i tenista  | barceloní      | 92  |
| 04/07 | Joaquim Tosas i Mir                  | enginyer                     | torderenc      | 74  |
| 03/24 | Josep Vaquer i Timoner               | matemàtic                    | maonés         | 91  |
| 01/31 | Rafael Ventura Melià                 | escriptor                    | riolenc        | 72  |
| 04/06 | Pablo Zendrera Tomás                 | editor                       | barceloní      | 96  |
| 03/27 | Jacques F. Acar                      | microbiòleg                  | francolibanés  | 88  |
| 03/16 | Nicolas Alfonsi                      | polític                      | cors           | 83  |
| 03/30 | Antonio Álvarez Solís                | periodista                   | madrileny      | 90  |
| 04/25 | Douglas Anakin                       | pilot de bob                 | canadenc       | 89  |
| 01/17 | Pietro Anastasi                      | futbolista                   | sicilià        | 98  |
| 03/29 | Philip Warren Anderson               | físic                        | estatunidenc   | 96  |
| 03/27 | Bob Andy                             | cantant de reggae            | jamaicà        | 75  |
| 04/06 | Radomir Antić                        | futbolista                   | serbi          | 71  |
| 04/18 | Takuo Aoyagi                         | enginyer                     | japonés        | 84  |
| 02/17 | Plácido Arango Arias                 | empresari                    | mexicà         | 89  |
| 03/22 | Alberto Arbasino                     | escriptor                    | llombard       | 90  |
| 01/23 | Robert Archibald                     | jugador de bàsquet           | escocés        | 39  |
| 01/30 | Miguel Arroyo Rosales                | ciclista                     | mexicà         | 53  |
| 04/04 | Luis Eduardo Aute                    | cantautor                    | filipí         | 76  |
| 01/19 | Kazım Ayvaz                          | lluitador                    | turc           | 81  |
| 03/26 | Roger Baens                          | ciclista                     | flamenc        | 86  |
| 04/26 | Tomás Balcázar                       | futbolista                   | mexicà         | 88  |
| 01/02 | John Baldessari                      | artista                      | californià     | 88  |
| 04/19 | Edmond Baraffe                       | futbolista                   | flamenc        | 89  |
| 03/25 | Danilo Barozzi                       | ciclista                     | emilià         | 92  |
| 04/09 | Jocelyn Barrow                       | activista                    | afrocaribenya  | 90  |
| 04/06 | Claude Barthélemy                    | futbolista                   | haitià         | 74  |
| 04/27 | Marina Bazanova                      | jug. d'handbol               | siberiana      | 57  |
| 01/11 | Tom Belsø                            | pilot de F1                  | danés          | 77  |
| 04/02 | Gregorio Benito Rubio                | futbolista                   | castellà       | 73  |
| 01/27 | Lina Ben Mhenni                      | ciberactivista               | tunisiana      | 36  |
| 01/21 | Eugène Berger                        | escalador                    | luxemburgués   | 59  |
| 01/28 | Alberto Blecua Perdices              | filòleg                      | saragossà      | 78  |
| 04/03 | Helin Bölek                          | cantant compromesa           | kurda          | 28  |
| 02/18 | José Fernando Bonaparte              | paleontòleg                  | argentí        | 91  |
| 03/29 | Iuri Bóndarev                        | escriptor                    | rus            | 96  |
| 04/12 | Peter Phillip Bonetti                | futbolista                   | londinenc      | 78  |
| 03/23 | Lucia Bosè                           | actriu                       | milanesa       | 89  |
| 02/10 | Claire Bretécher                     | autora de còmics             | bretona        | 79  |
| 01/26 | Kobe Bryant                          | jug. de bàsquet              | afroamericà    | 41  |
| 02/25 | Mario Bunge                          | filòsof                      | bonaerenc      | 100 |
| 04/05 | Margaret Burbidge                    | astrofísica                  | anglesa        | 100 |
| 01/29 | Violeta la Burra                     | transformista                | andalús        | 84  |
| 04/21 | José María Calleja                   | periodista                   | bercià         | 64  |
| 04/04 | Rafael Leonardo Callejas Romero      | ex president                 | hondureny      | 76  |
| 03/24 | John Campbell-Jones                  | pilot de F1                  | anglés         | 90  |
| 03/02 | Rafael Cancel Miranda                | indepententista              | porto-riqueny  | 89  |
| 03/30 | Arianne Caoili                       | escaquista                   | filipina       | 33  |
| 03/01 | Ernesto Cardenal Martínez            | teòleg                       | nicaragüenc    | 95  |
| 02/03 | Manuel Carreira                      | astrofísic                   | gallec         | 88  |
| 01/12 | Eduardo Carriles Galarraga           | ex ministre                  | càntabre       | 96  |
| 03/20 | Amadeo Raúl Carrizo                  | futbolista                   | argentí        | 93  |
| 01/20 | Nedda Casei                          | cantant mezzosoprano         | estatunidenca  | 87  |
| 03/23 | Carlo Casini                         | polític                      | florentí       | 85  |
| 03/23 | Vid Cencic Cencic                    | ciclista                     | eslové         | 86  |
| 04/02 | Mario Chaldú                         | futbolista                   | bonaerenc      | 77  |
| 02/05 | Stanley Cohen                        | bioquímic                    | novaiorqués    | 97  |
| 03/18 | Rose Marie Compaoré                  | política                     | burkinesa      | 61  |
| 02/08 | Robert Conrad                        | actor                        | estatunidenc   | 84  |
| 04/17 | Carlos Contreras Guillaume           | futbolista                   | xilé           | 81  |
| 04/11 | John Horton Conway                   | matemàtic                    | anglés         | 82  |
| 04/06 | Alfonso Cortina de Alcocer           | empresari                    | madrileny      | 76  |
| 02/19 | Heather Couper                       | astrònoma                    | anglesa        | 70  |
| 02/04 | José Luis Cuerda Martínez            | cineasta                     | albaceteny     | 72  |
| 03/29 | Emilia Currás Puente                 | hist. de la ciència          | madrilenya     | 92  |
| 02/17 | Mário da Graça Machungo              | ex primer ministre           | moçambiqueny   | 79  |
| 04/19 | Aluísio Francisco da Luz Índio       | futbolista                   | brasiler       | 89  |
| 02/19 | Jean Daniel                          | periodista                   | algerià        | 99  |
| 03/26 | Maria Teresa de Borbó i Parma        | activista política           | parisenca      | 86  |
| 04/15 | Bernard Deconinck                    | ciclista                     | flamenc        | 83  |
| 01/13 | Jean Delumeau                        | historiador                  | bretó          | 96  |
| 03/09 | Italo De Zan                         | ciclista                     | vènet          | 94  |
| 03/24 | Manu Dibango                         | músic de jazz                | camerunés      | 86  |
| 02/22 | Kikí Dimulà                          | poeta                        | atenesa        | 88  |
| 04/20 | Noureddine Diwa                      | futbolista                   | tunisià        | 83  |
| 04/04 | Xavier Dor                           | metge pro-vida               | marsellés      | 91  |
| 02/11 | Marcelino dos Santos                 | ex president                 | moçambiqueny   | 90  |
| 02/05 | Kirk Douglas                         | actor                        | novaiorqués    | 103 |
| 04/06 | James Drury                          | actor                        | novaiorqués    | 85  |
| 02/28 | Freeman J. Dyson                     | físic                        | anglés         | 96  |
| 01/03 | Mónica Echeverría Yáñez              | escriptora                   | xilena         | 99  |
| 04/25 | Per Olov Enquist                     | escriptor                    | suec           | 85  |
| 03/23 | José Folgado Blanco                  | polític                      | lleonés        | 75  |
| 04/15 | Rubem Fonseca                        | escriptor                    | brasiler       | 94  |
| 03/31 | Xosé Luís Franco Grande              | escriptor                    | gallec         | 84  |
| 02/09 | Mirella Freni                        | cantant soprano              | emiliana       | 84  |
| 03/28 | José María Galante Chato             | activista                    | madrileny      | 71  |
| 04/02 | Juan Giménez López                   | autor de còmics              | argentí        | 76  |
| 02/08 | Maurice Girardot                     | jug. de bàsquet              | parisenc       | 98  |
| 02/09 | David Gistau                         | periodista                   | madrileny      | 49  |
| 04/11 | Gerald O. Glenn                      | pastor (clergat)             | texà           | 66  |
| 03/30 | Manolis Glezos                       | activista                    | grec           | 97  |
| 04/29 | Denis Goldberg                       | activista anti-apartheid     | sud-africà     | 87  |
| 03/30 | Rafael Gómez Nieto                   | militar republicà            | andalús        | 99  |
| 03/28 | Rodolfo González Rissotto            | ex ministre                  | uruguaià       | 70  |
| 03/24 | Stuart Gordon                        | cineasta                     | estatunidenc   | 72  |
| 02/23 | János Göröcs                         | futbolista                   | hongarés       | 80  |
| 02/19 | Gust Graas                           | empresari                    | luxemburgués   | 95  |
| 02/16 | Harry Gregg                          | futbolista                   | nord-irlandés  | 87  |
| 03/15 | Vittorio Gregotti                    | arquitecte                   | piemontés      | 92  |
| 03/09 | Richard Guy                          | matemàtic                    | anglés         | 103 |
| 05/01 | Shady Habash                         | fotògraf                     | egipci         | 24  |
| 02/04 | Abadi Hadis                          | corredor                     | etíop          | 22  |
| 04/29 | Yahya Hassan                         | poeta                        | danés          | 24  |
| 01/08 | Buck Henry                           | cineasta                     | novaiorqués    | 89  |
| 04/27 | Robert Herbin                        | futbolista                   | parisenc       | 81  |
| 04/03 | Francisco Hernando Contreras         | promotor immobiliari         | madrileny      | 74  |
| 03/26 | Michel Hidalgo                       | futbolista                   | francés        | 86  |
| 01/31 | Mary Higgins Clark                   | escriptora                   | novaiorquesa   | 92  |
| 03/28 | Tonkō Horikawa                       | cineasta                     | japonés        | 83  |
| 02/22 | Mike Hughes                          | pilot                        | californià     | 64  |
| 01/13 | Jaime Humberto Hermosillo            | cineasta                     | mexicà         | 77  |
| 04/01 | Nur Hassan Hussein                   | ex primer ministre           | somali         | 82  |
| 02/25 | Dmitri Iàzov                         | ex ministre                  | siberià        | 96  |
| 01/21 | Maria Iliescu                        | filòloga romanista           | vienesa        | 92  |
| 01/24 | Leila Janah                          | empresària                   | novaiorquesa   | 37  |
| 04/05 | Mahmud Jibril                        | ex president                 | libi           | 67  |
| 03/09 | José Jiménez Lozano                  | escriptor                    | castellà       | 89  |
| 02/24 | Katherine Johnson                    | matemàtica                   | afroamericana  | 101 |
| 01/21 | Terry Jones                          | cineasta                     | gal·lés        | 87  |
| 03/19 | Hamid Kahram                         | polític                      | iranià         | 62  |
| 02/11 | Yashumasa Kanada                     | matemàtic                    | japonés        | 71  |
| 03/31 | Abdul Halim Khaddam                  | ex vicepresident             | sirià          | 87  |
| 04/29 | Irrfan Khan (इरफ़ान ख़ान)                | actor                        | indi           | 53  |
| 03/11 | Irina Kiritxenko                     | ciclista                     | ucraïnesa      | 82  |
| 04/22 | Shirley Knight                       | actriu                       | estatunidenca  | 83  |
| 01/14 | Naděžda Kniplová                     | cantant soprano              | txeca          | 87  |
| 04/24 | Mustafa Koçak                        | músic                        | turc           | 28  |
| 04/15 | Lee Konitz                           | saxofonista de jazz          | estatunidenc   | 92  |
| 01/23 | Alfred Körner                        | futbolista                   | vienés         | 93  |
| 04/16 | Santiago Lanzuela Marina             | polític                      | terolenc       | 71  |
| 02/02 | Philip Leder                         | genetista                    | estatunidenc   | 85  |
| 01/13 | Janez Levec                          | enginyer químic              | eslové         | 76  |
| 02/07 | Li Wenliang                          | oftalmòleg                   | xinés          | 33  |
| 03/17 | Eduard Limónov                       | polític                      | rus            | 77  |
| 04/05 | Pentti Linkola                       | ecofeixista                  | finlandés      | 87  |
| 03/17 | Carmelo Lisón Tolosana               | antropòleg social            | aragonés       | 90  |
| 03/25 | Liesbeth List                        | cantant melòdica             | neerlandesa    | 78  |
| 03/27 | Joseph Lowery                        | activista                    | afroamericà    | 98  |
| 03/15 | Pilar Luna                           | arqueòloga submarina         | mexicana       | 76  |
| 03/31 | Reimar Lüst                          | astrofísic                   | alemany        | 97  |
| 04/16 | Jean-Marie Luton                     | enginyer aerospacial         | alvernés       | 77  |
| 04/13 | Sarah Maldoror                       | cineasta                     | afrogascona    | 91  |
| 03/07 | Jair Marinho de Oliveira             | futbolista                   | brasiler       | 83  |
| 04/08 | Roger Matthews                       | criminòleg                   | londinenc      | 72  |
| 03/24 | Terrence McNally                     | dramaturg                    | estatunidenc   | 81  |
| 03/06 | Magdaleno Mercado                    | futbolista                   | mexicà         | 75  |
| 01/10 | Guido Messina                        | ciclista                     | sicilià        | 89  |
| 02/17 | Kizito Mihigo                        | cantautor                    | ruandés        | 38  |
| 01/26 | Hubert Mingarelli                    | escriptor                    | francés        | 64  |
| 01/26 | Santu Mofokeng                       | fotògraf                     | sud-africà     | 63  |
| 02/04 | Daniel arap Moi Nyayo                | ex president                 | kenyà          | 95  |
| 03/26 | Bernat Molin                         | lexicògraf                   | vivarés        | 72  |
| 02/02 | Mike Moore                           | ex primer ministre           | neozelandés    | 71  |
| 01/06 | Luís Morais Cabeção                  | futbolista                   | brasiler       | 89  |
| 02/19 | Fernando Morán López                 | ex ministre                  | asturià        | 93  |
| 02/17 | María Moreno Blasco                  | pintora                      | madrilenya     | 86  |
| 04/12 | Stirling Moss                        | pilot de F1                  | londinenc      | 90  |
| 01/13 | Maurice Moucheraud                   | ciclista                     | francés        | 86  |
| 02/25 | Hosni Mubàrak                        | ex president                 | egipci         | 91  |
| 04/10 | Enrique Múgica Herzog                | ex ministre                  | donostiarra    | 88  |
| 04/29 | Guido Münch                          | astrofísic                   | mexicà         | 98  |
| 04/22 | Marcos Mundstock                     | actor còmic                  | argentí        | 77  |
| 02/28 | Stig-Göran Myntti                    | futbolista                   | finlandés      | 94  |
| 03/31 | Paul Natali                          | polític                      | cors           | 86  |
| 01/29 | Keith Nelson                         | futbolista                   | escocés        | 89  |
| 01/15 | Bruno Nettl                          | etnomusicòleg                | bohemi         | 89  |
| 01/26 | Louis Nirenberg                      | matemàtic                    | canadenc       | 94  |
| 03/30 | Kwasi Owusu                          | futbolista                   | ghanés         | 72  |
| 03/24 | Juan Padrón                          | animador                     | cubà           | 73  |
| 04/05 | Michel Parisse                       | medievalista                 | lorenés        | 83  |
| 04/29 | Robert Lee Park                      | físic                        | esttunidenc    | 89  |
| 01/09 | Ivan Passer                          | cineasta                     | bohemi         | 86  |
| 01/07 | Neil Peart                           | bateria                      | canadenc       | 67  |
| 03/18 | Joaquín Peiró Lucas                  | futbolista                   | madrileny      | 84  |
| 04/28 | Eddy Pieters Graafland               | futbolista                   | holandés       | 86  |
| 01/11 | Fernanda Pires da Silva              | empresària                   | lisboeta       | 93  |
| 02/05 | Beverly Pepper                       | escultora                    | novaiorquesa   | 97  |
| 03/29 | Krzysztof Penderecki                 | compositor                   | polonés        | 86  |
| 03/04 | Javier Pérez de Cuéllar              | ex secretari de l'ONU        | peruà          | 100 |
| 04/08 | Norman I. Platnick                   | aracnòleg                    | estatunidenc   | 68  |
| 03/03 | Nicolas Portal                       | ciclista                     | gascó          | 40  |
| 03/13 | Agustín Quesada Gómez                | militar                      | saragossà      | 89  |
| 03/07 | Fatemeh Rahbar                       | política                     | iraniana       | 56  |
| 03/31 | Gita Ramjee                          | viròloga                     | ugandesa       | 63  |
| 01/24 | Pieter Robert Rensenbrink            | futbolista                   | holandés       | 72  |
| 05/01 | Antonina Rijova (Антонина Рыжова)    | jug. de voleibol             | moscovita      | 85  |
| 04/27 | Michael Robinson                     | futbolista                   | anglés         | 61  |
| 01/09 | Mike Resnick                         | escriptor                    | estatunidenc   | 77  |
| 04/09 | Salvatore Ricciardi                  | activista polític            | romà           | 80  |
| 08/26 | Joe Ruby                             | escriptor                    | estatunidenc   | 87  |
| 03/20 | Kenny Rogers                         | cantautor country            | texà           | 81  |
| 02/13 | Rafael Romero Marchent               | actor                        | madrileny      | 93  |
| 01/10 | Qabus ibn Said                       | sultà                        | omanita        | 79  |
| 01/16 | Efraín Elías Sánchez El Caimán       | futbolista                   | colombià       | 93  |
| 03/21 | Lorenzo Sanz Mancebo                 | empresari                    | madrileny      | 76  |
| 04/29 | Erich Schriever                      | remer                        | suís           | 95  |
| 03/17 | Stephen M. Schwartz                  | patòleg                      | estatunidenc   | 78  |
| 01/12 | Roger Scruton                        | filòsof                      | anglés         | 75  |
| 04/12 | Carlos Seco Serrano                  | historiador                  | toledà         | 96  |
| 04/16 | Luis Sepúlveda                       | escriptor                    | xilé           | 70  |
| 03/17 | Manuel Serifo Nhamadjo               | ex president interí          | guineà         | 61  |
| 02/04 | Teodor Shanin                        | sociòleg                     | lituà          | 89  |
| 02/09 | Serguei Slonimski                    | compositor                   | rus            | 87  |
| 01/03 | Qasem Soleimani                      | militar                      | iranià         | 62  |
| 02/08 | Volker Spengler                      | actor                        | alemany        | 80  |
| 03/19 | Antonio Michele Stanca               | genetista                    | italià         | 77  |
| 02/03 | George Steiner                       | crític literari              | francés        | 90  |
| 01/01 | David Stern                          | empresari                    | novaiorqués    | 77  |
| 04/21 | Antonio Tarantino                    | dramaturg                    | italià         | 82  |
| 04/06 | Riay Tatary Bakry                    | imam                         | sirià          | 72  |
| 02/08 | Pedro Tedde de Lorca                 | hist. de l'economia          | malagueny      | 75  |
| 02/16 | Larry Tesler                         | informàtic                   | novaiorqués    | 74  |
| 01/05 | Hans Tilkowski                       | futbolista                   | alemany        | 84  |
| 01/16 | Christopher Tolkien                  | editor                       | anglés         | 95  |
| 03/28 | Hertha Töpper                        | cantant contralt             | austríaca      | 96  |
| 03/24 | Ignacio Trelles                      | futbolista                   | mexicà         | 103 |
| 03/24 | Albert Uderzo                        | autor de còmic               | francés        | 92  |
| 04/04 | Ivan Vakartxuk                       | físic                        | moldau         | 73  |
| 04/12 | Louis van Dijk                       | pianista de jazz             | holandés       | 78  |
| 02/29 | Andrei Vedérnikov                    | ciclista                     | udmurt         | 60  |
| 03/25 | Yann Cheun Veillard                  | activista                    | bretó          | 81  |
| 03/20 | Mikhail Voloshin                     | físic teòric                 | rus            | 67  |
| 03/08 | Max von Sydow                        | actor                        | escani         | 90  |
| 01/21 | Theodor Wagner Turi                  | futbolista                   | vienés         | 92  |
| 04/08 | Te Huirangi Waikerepuru              | activista                    | maori          | 91  |
| 03/27 | Delroy Washington                    | cantant de reggae            | jamaicà        | 68  |
| 02/17 | Andrew Weatherall                    | discjòquei                   | anglés         | 56  |
| 03/16 | Stuart Whitman                       | actor                        | californià     | 92  |
| 03/17 | Betty Williams                       | pacifista                    | nord-irlandesa | 76  |
| 03/30 | Bill Withers                         | cantant de soul              | afroamericà    | 81  |
| 02/17 | Guiorgui Xenguelaia                  | cineasta                     | moscovita      | 82  |
| 04/07 | Xudeydi                              | músic d'ud                   | somali         | 91  |
| 01/31 | César Zabala                         | futbolista                   | paraguaià      | 58  |
| 03/19 | Edi Ziegler                          | ciclista                     | bavarés        | 90  |
| 02/24 | Juan Eduardo Zúñiga Amaro            | escriptor                    | madrileny      | 101 |

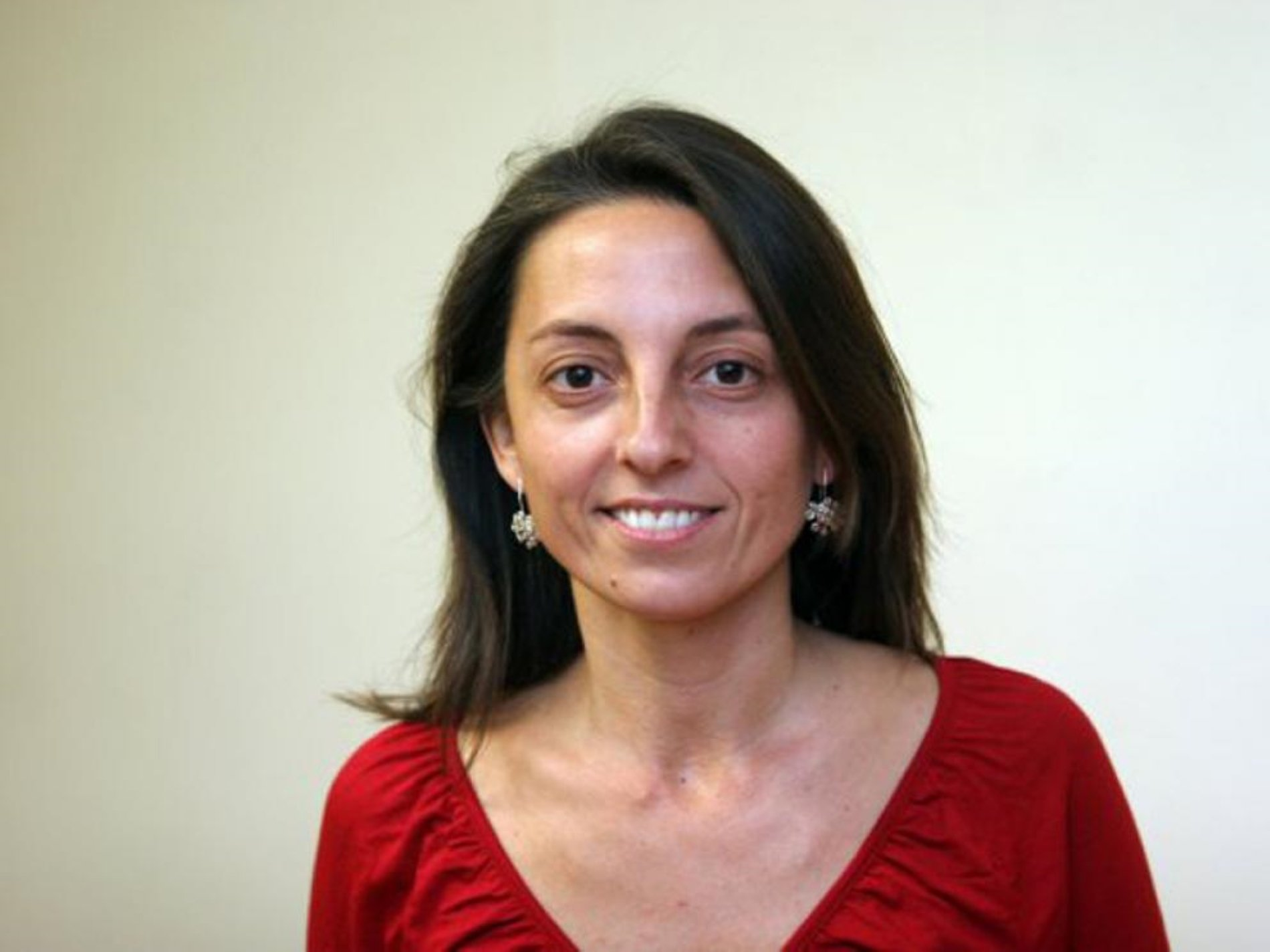
Ana Alba (n. 1971)
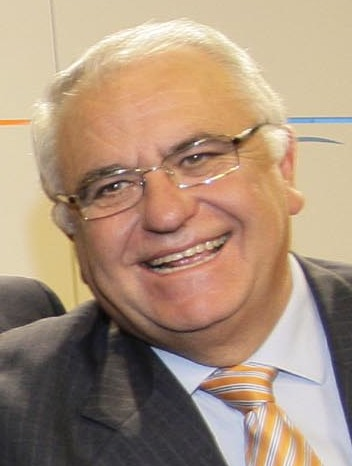
J. Cotino (n. 1950)
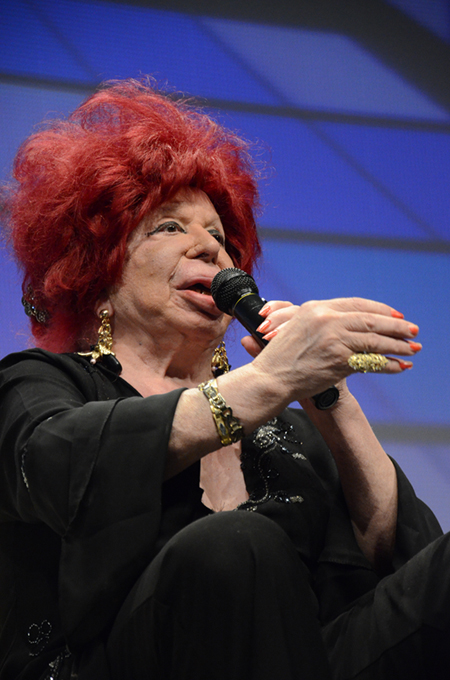
C. de Mairena (n. 1933)
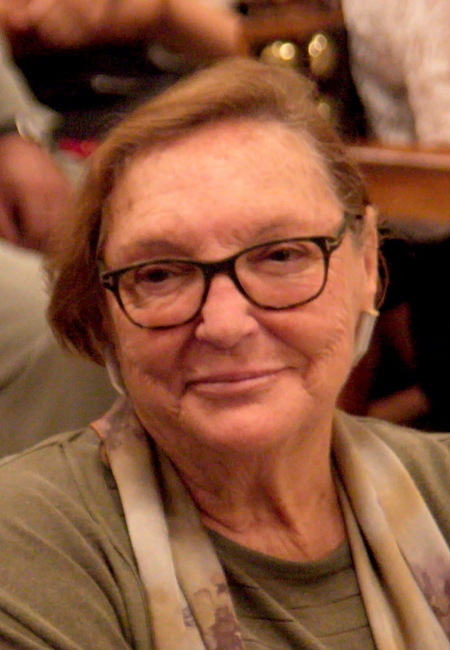
D. Garrigosa (n. 1944)
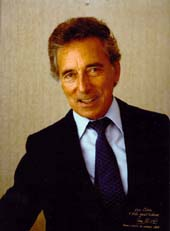
J. Gil-Vernet (n. 1922)
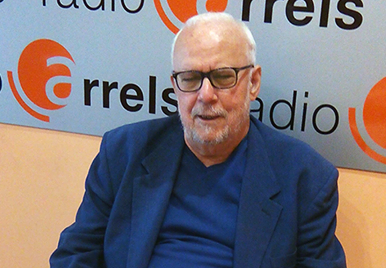
J. Queralt (n. 1941)
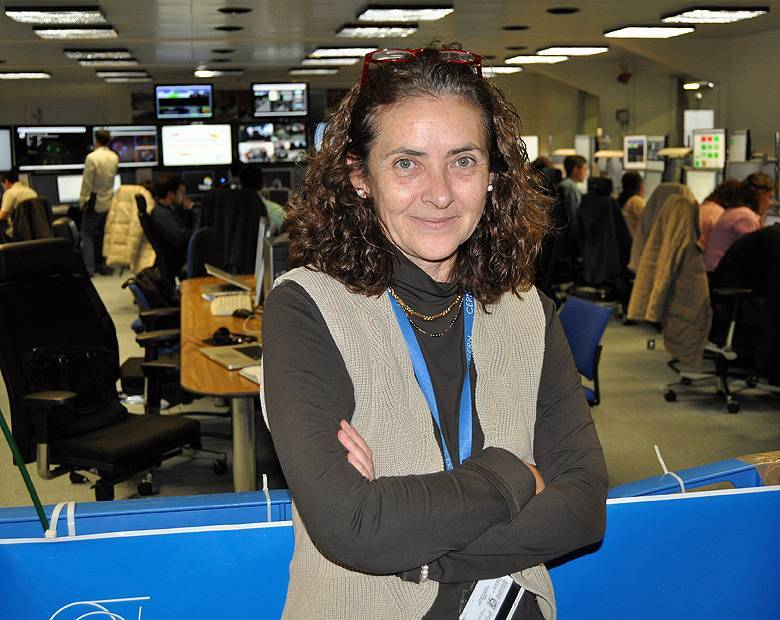
T. Rodrigo (n. 1959)
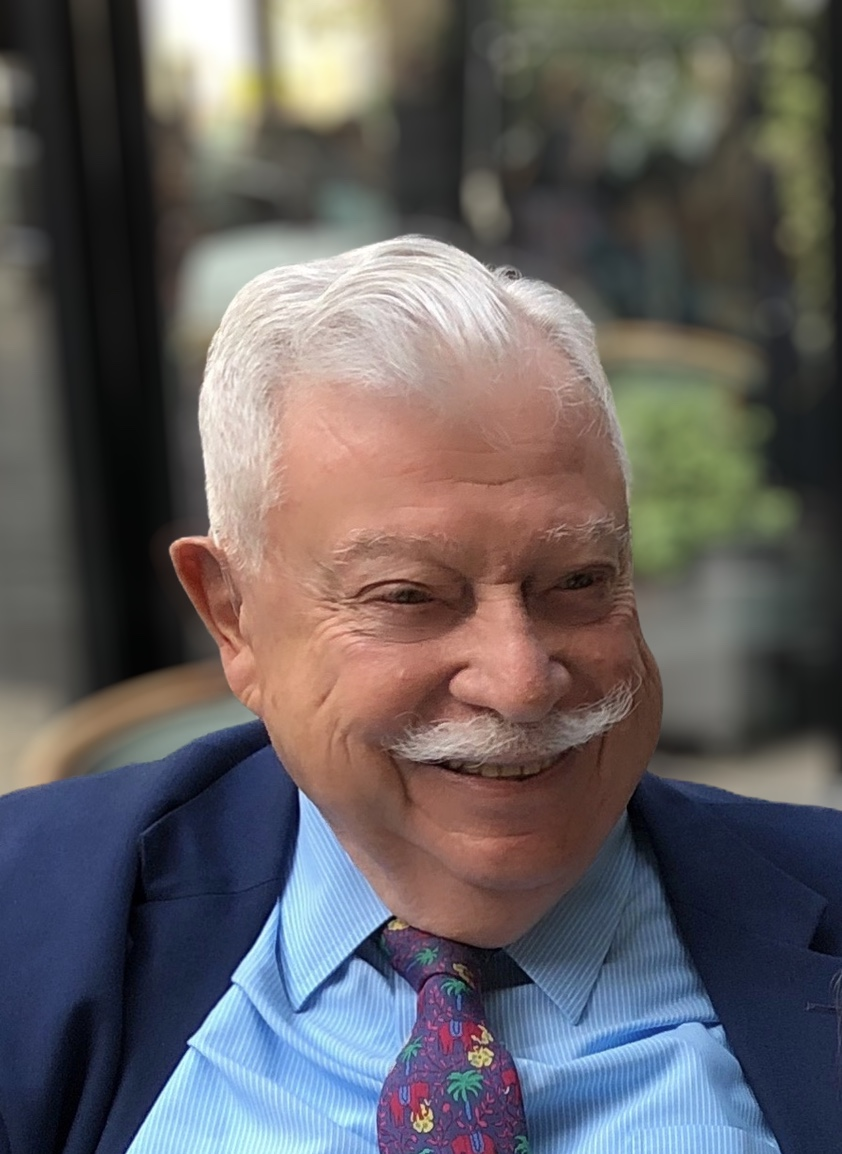
J. F. Acar (n. 1931)
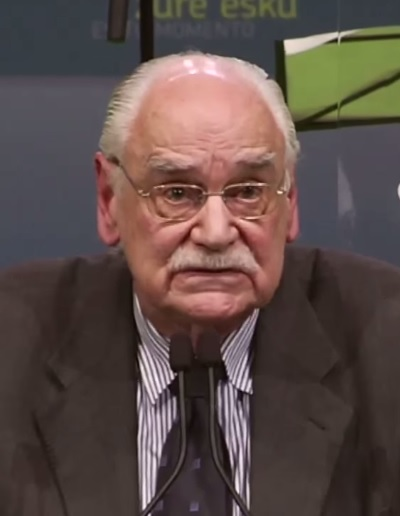
A. Álvarez (n. 1929)
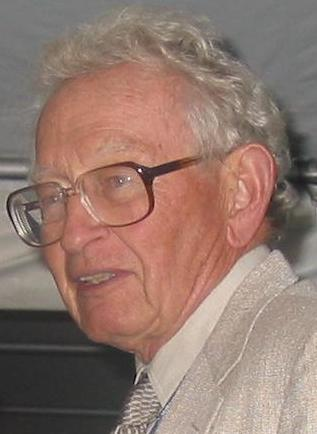
P. W. Anderson (n. 1923)
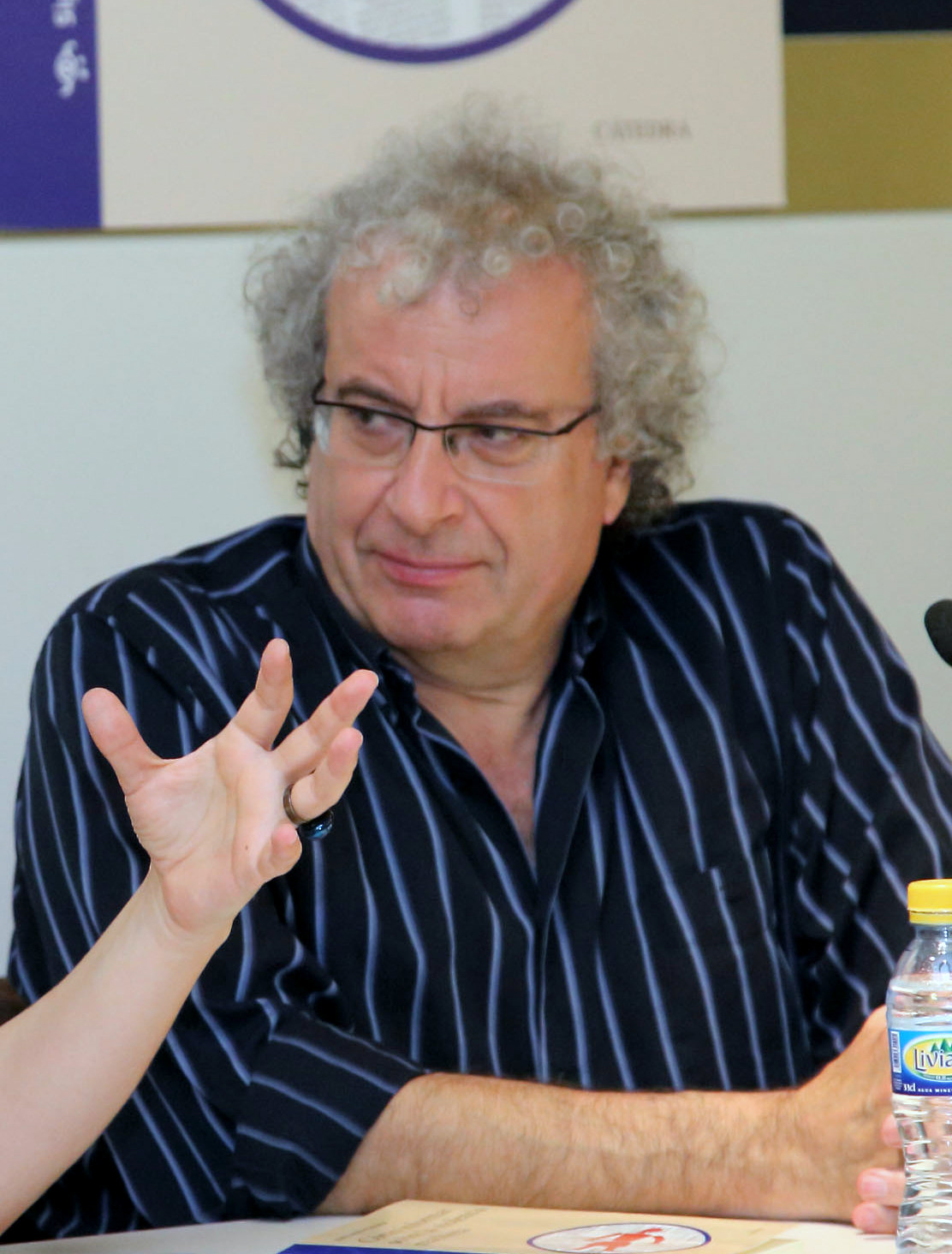
José María Calleja (n. 1955)
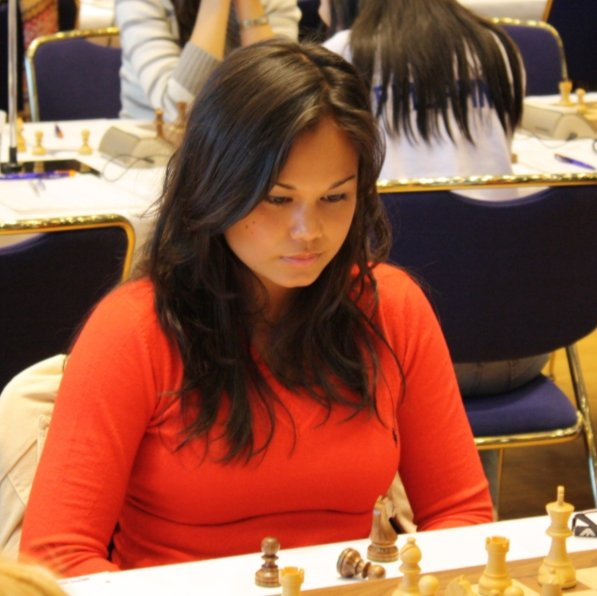
A. Caoili (n. 1986)
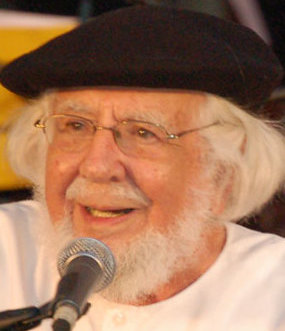
E. Cardenal (n. 1925)
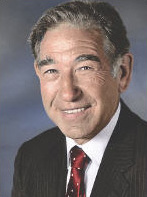
Stanley Cohen (n. 1922)
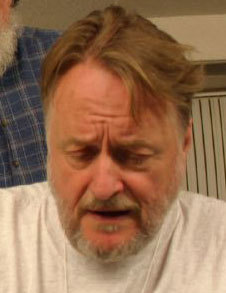
J. Conway (n. 1937)
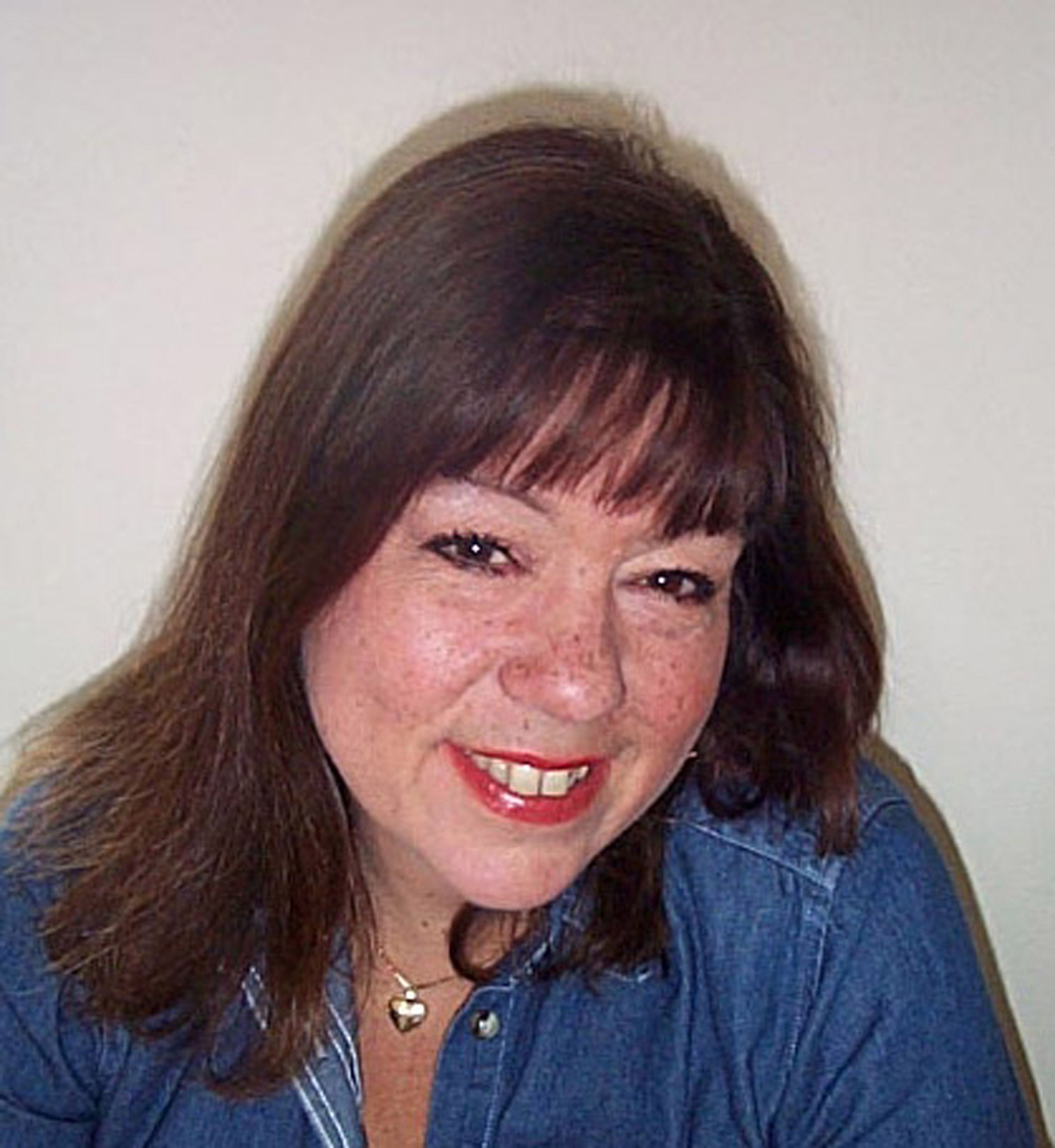
H. Couper (n. 1942)
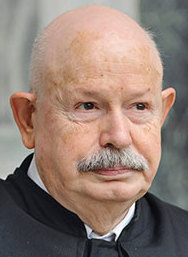
Giacomo dalla Torre (n. 1944)
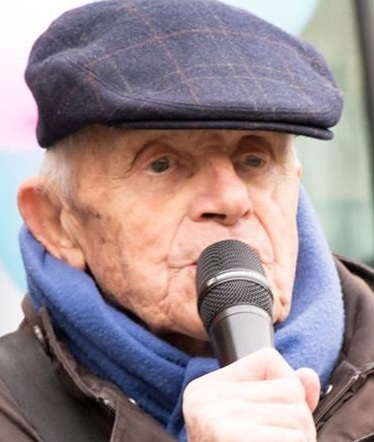
Xavier Dor (n. 1929)
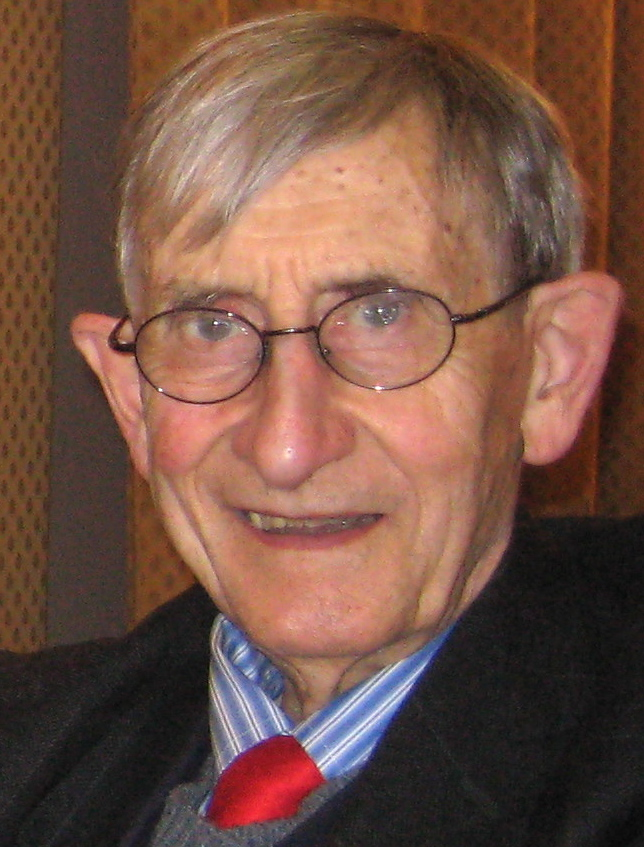
F. Dyson (n. 1923)
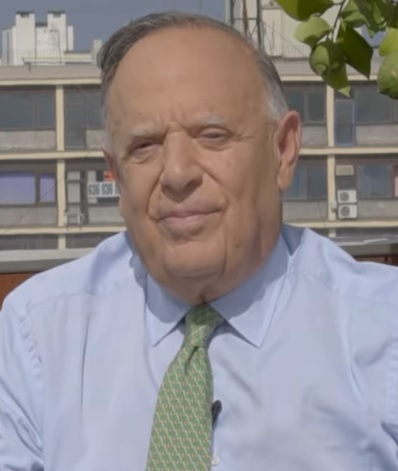
Carlos Falcó (n. 1937)
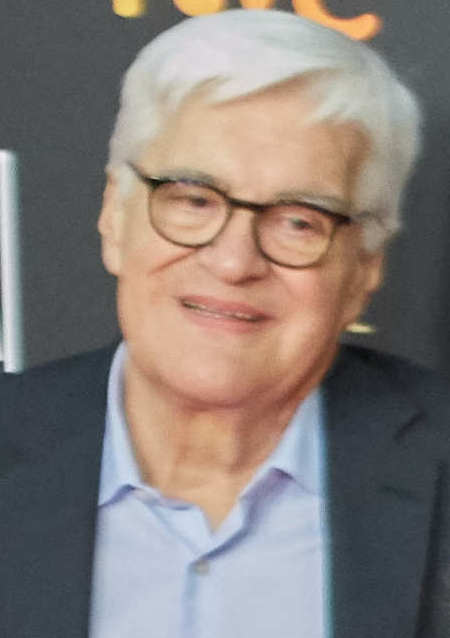
Chato Galante (n. 1948)
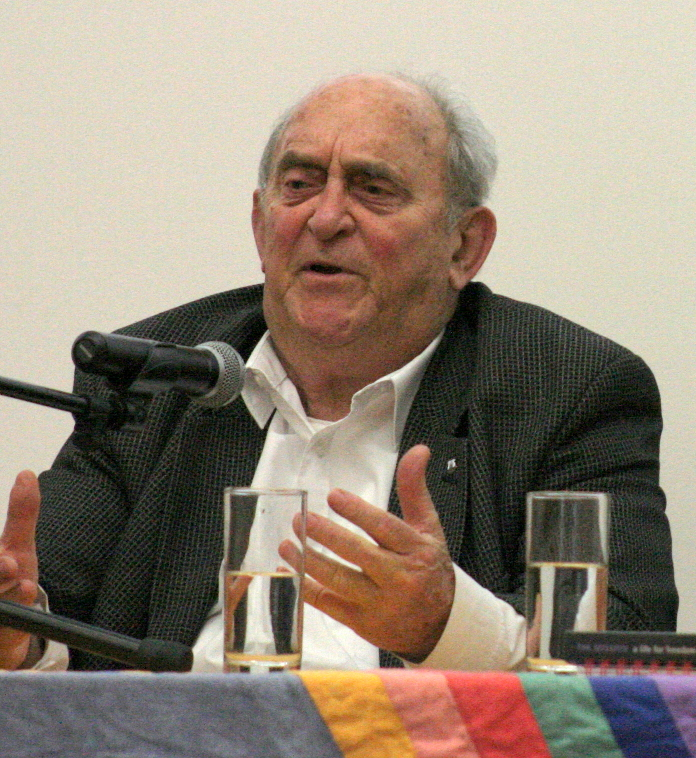
Denis Goldberg (n. 1933)
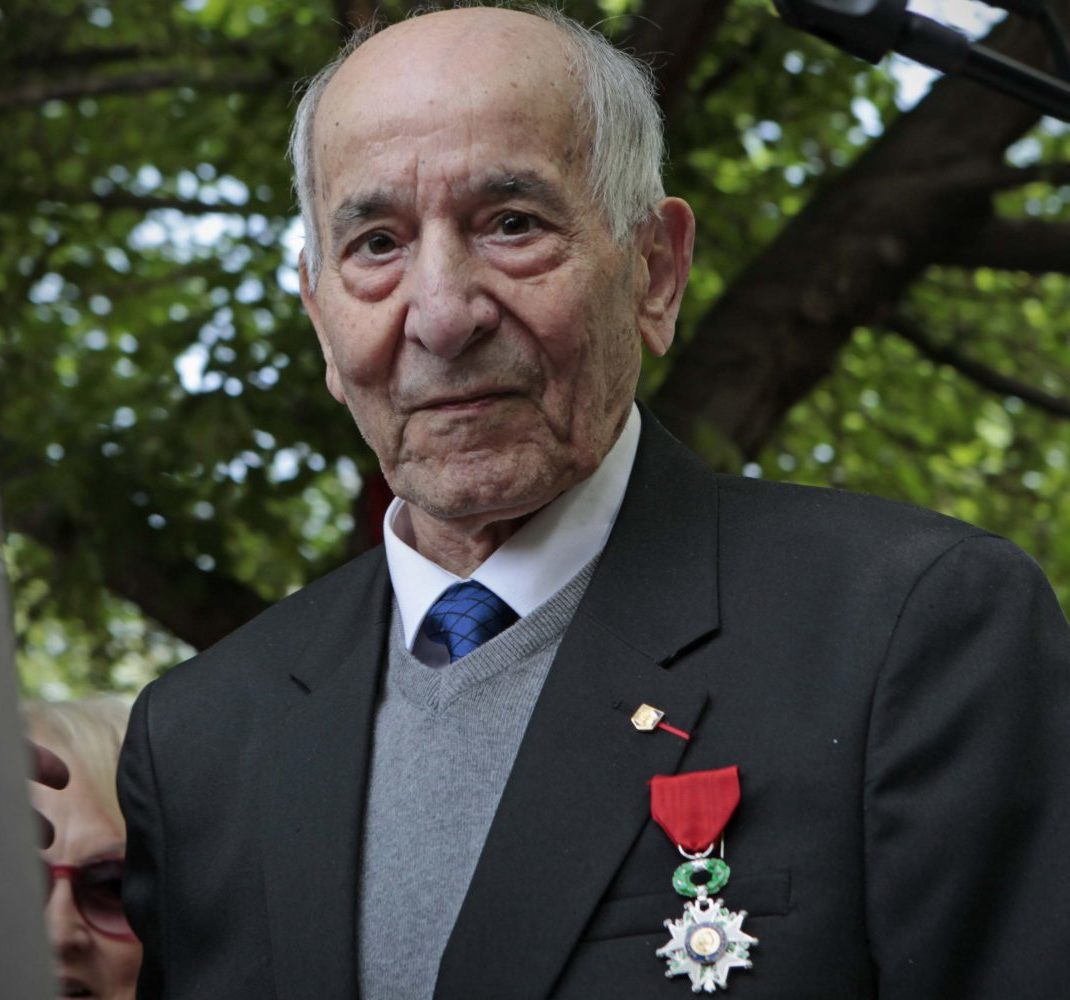
R. Gómez (n. 1921)
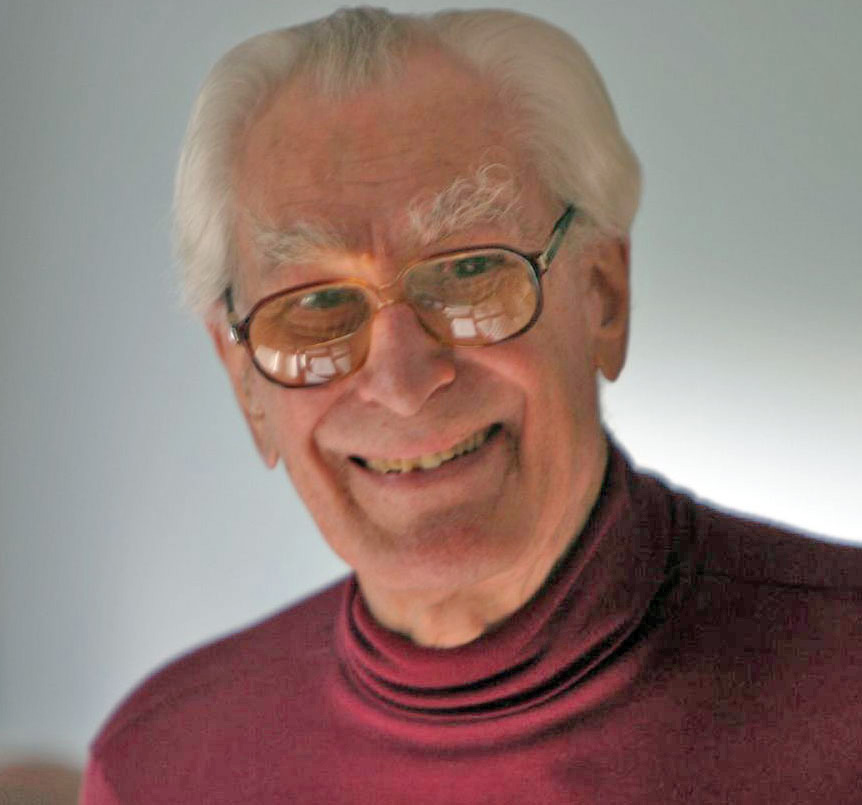
Richard Guy (n. 1916)
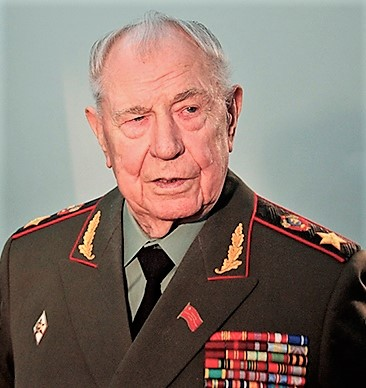
Dmitri Iàzov (n. 1923)
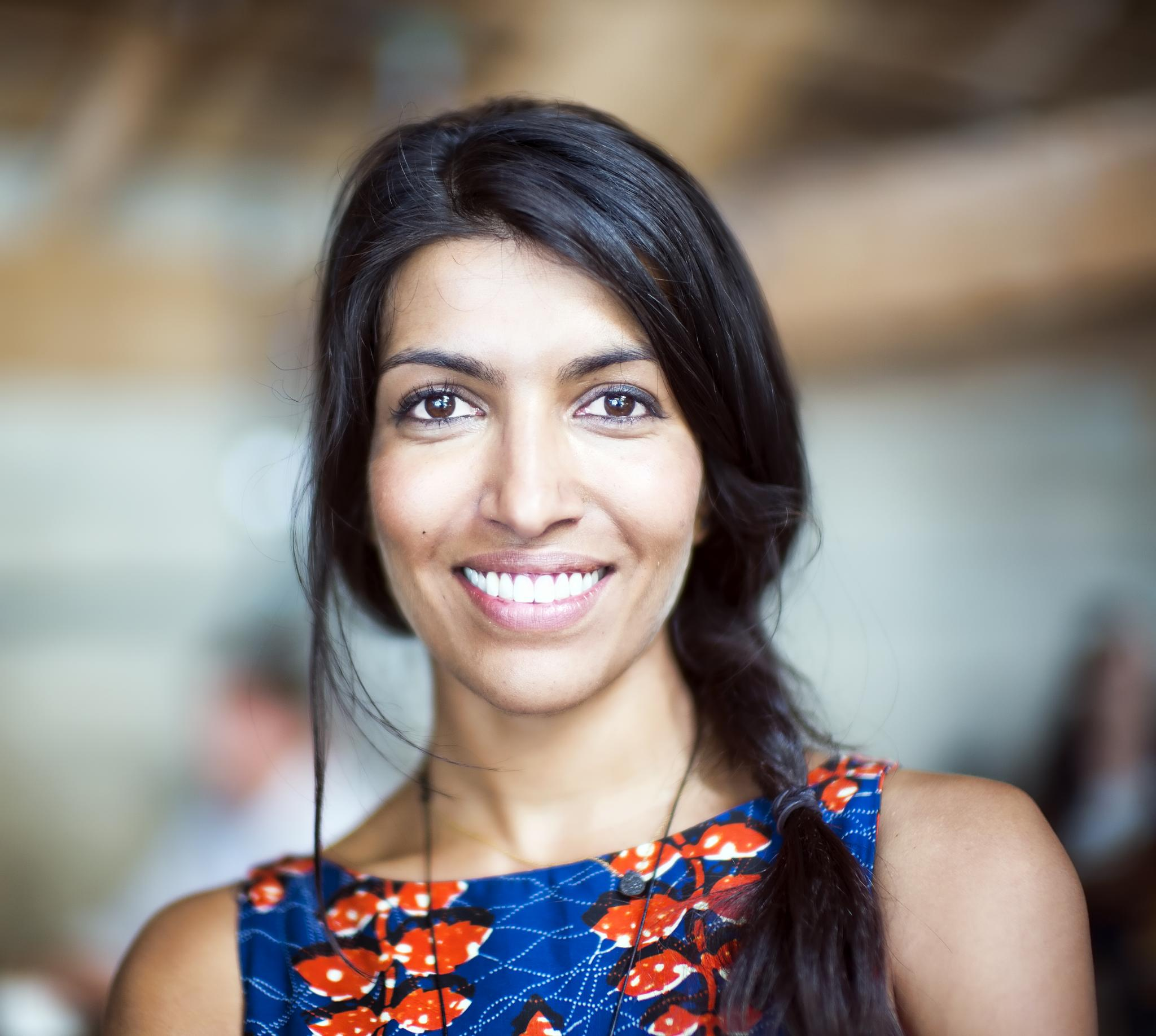
Leila Janah (n. 1982)
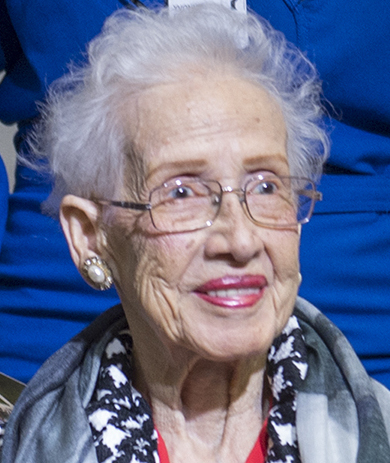
K. Johnson (n. 1918)
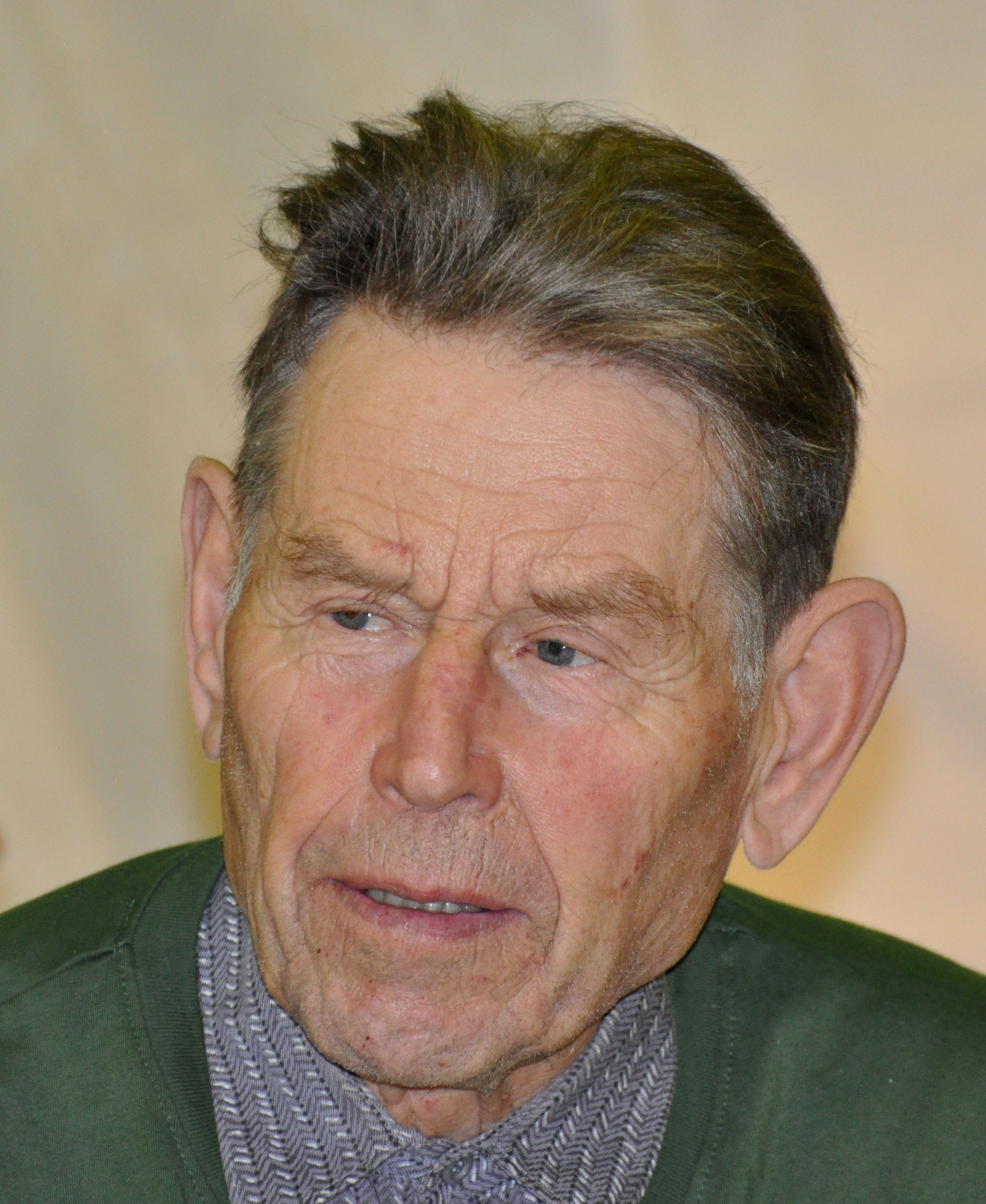
Pentti Linkola (n. 1932)
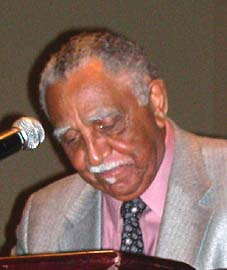
J. Lowery (n. 1921)
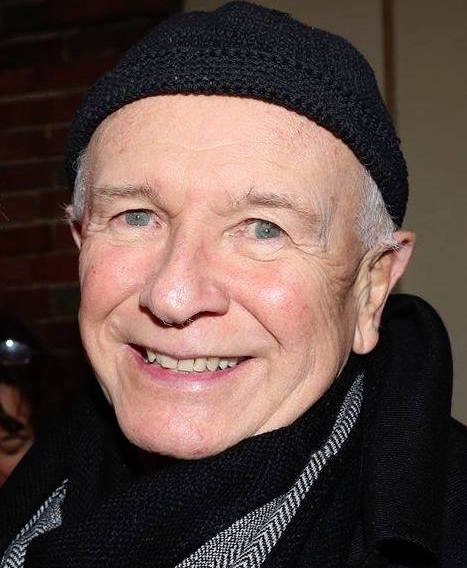
T. McNally (n. 1938)
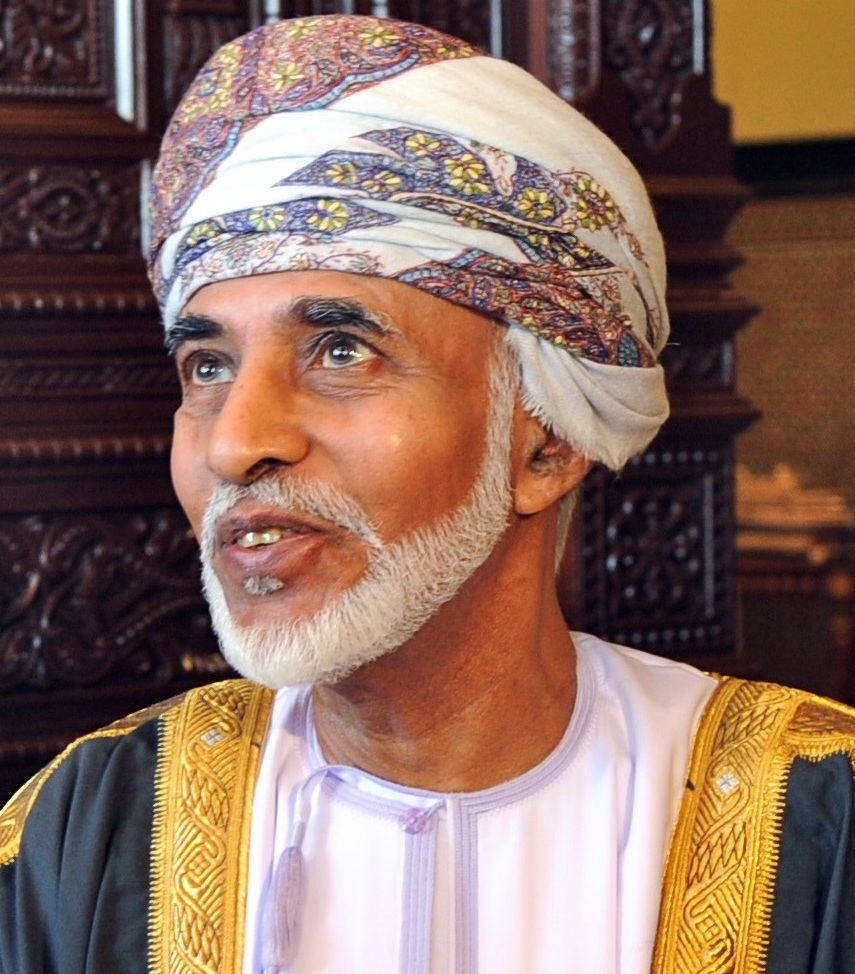
Qabus ibn Said (n. 1940)
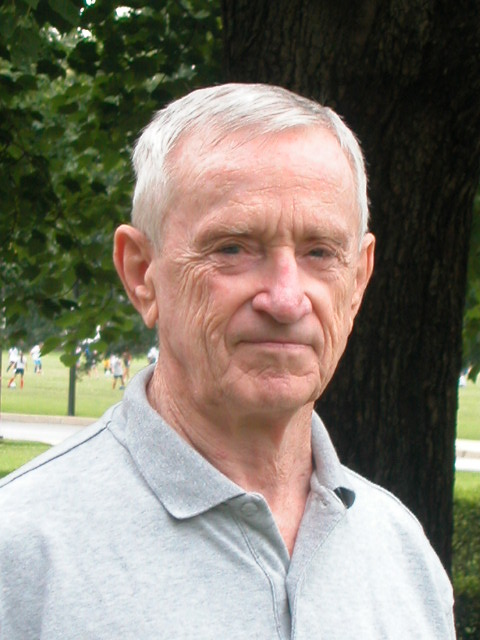
Bob Park (n. 1931)
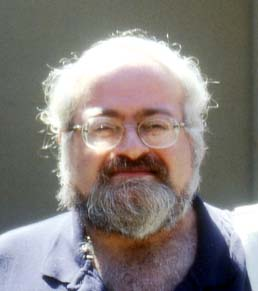
N. Platnick (n. 1951)
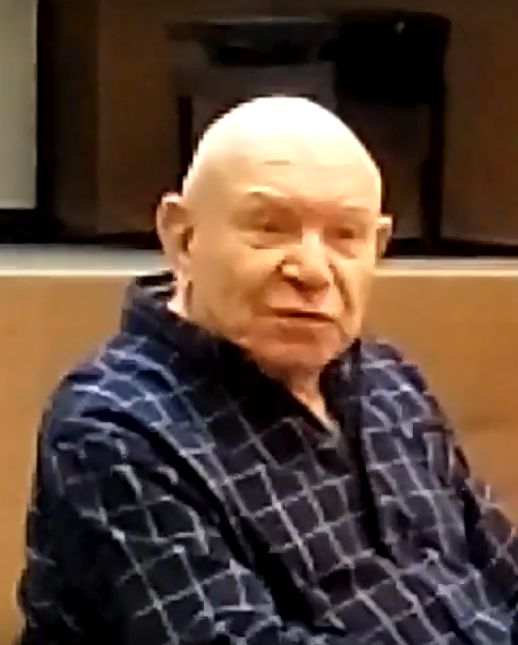
Teodor Shanin (n. 1930)
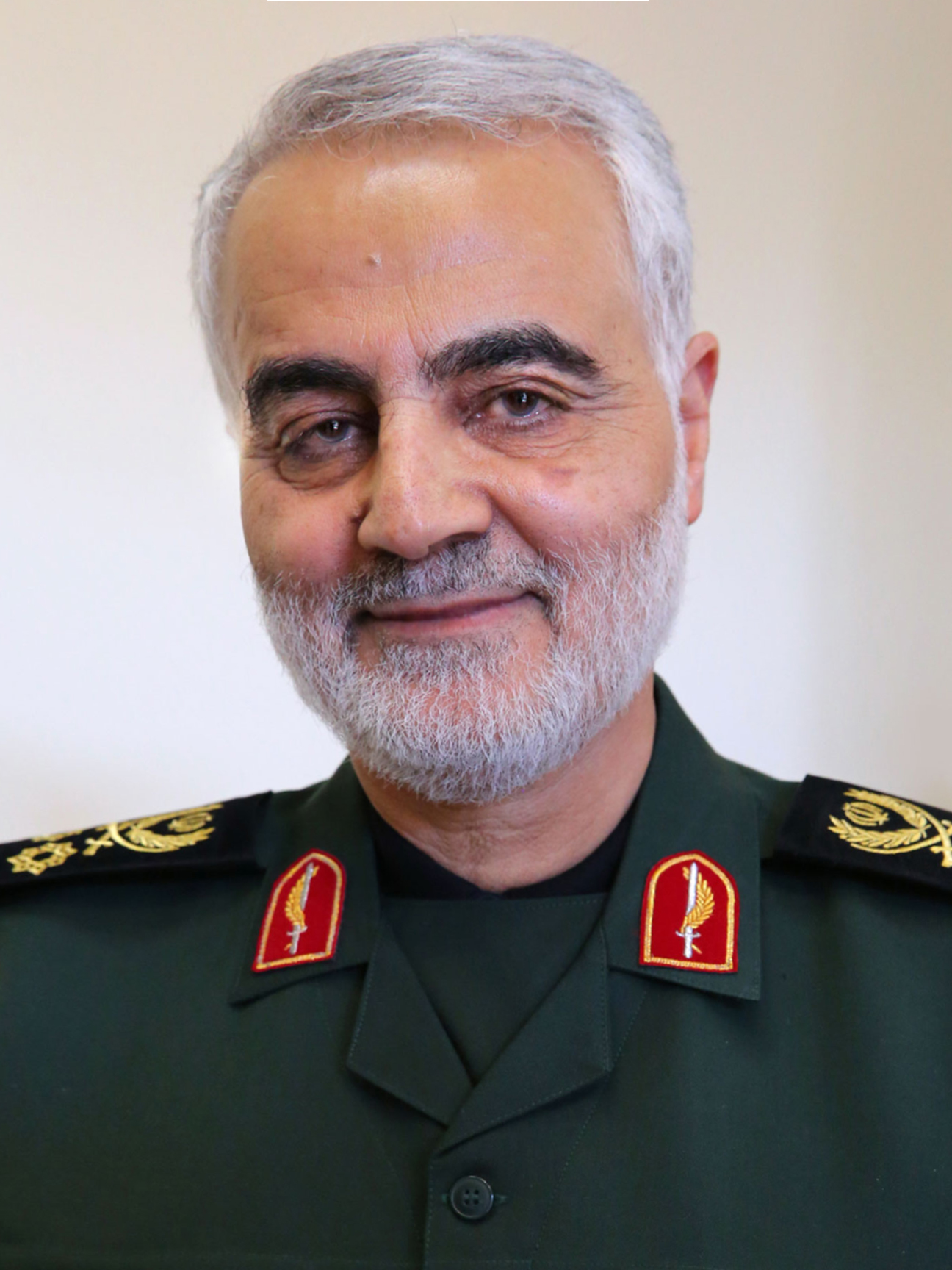
Q. Soleimani (n. 1957)
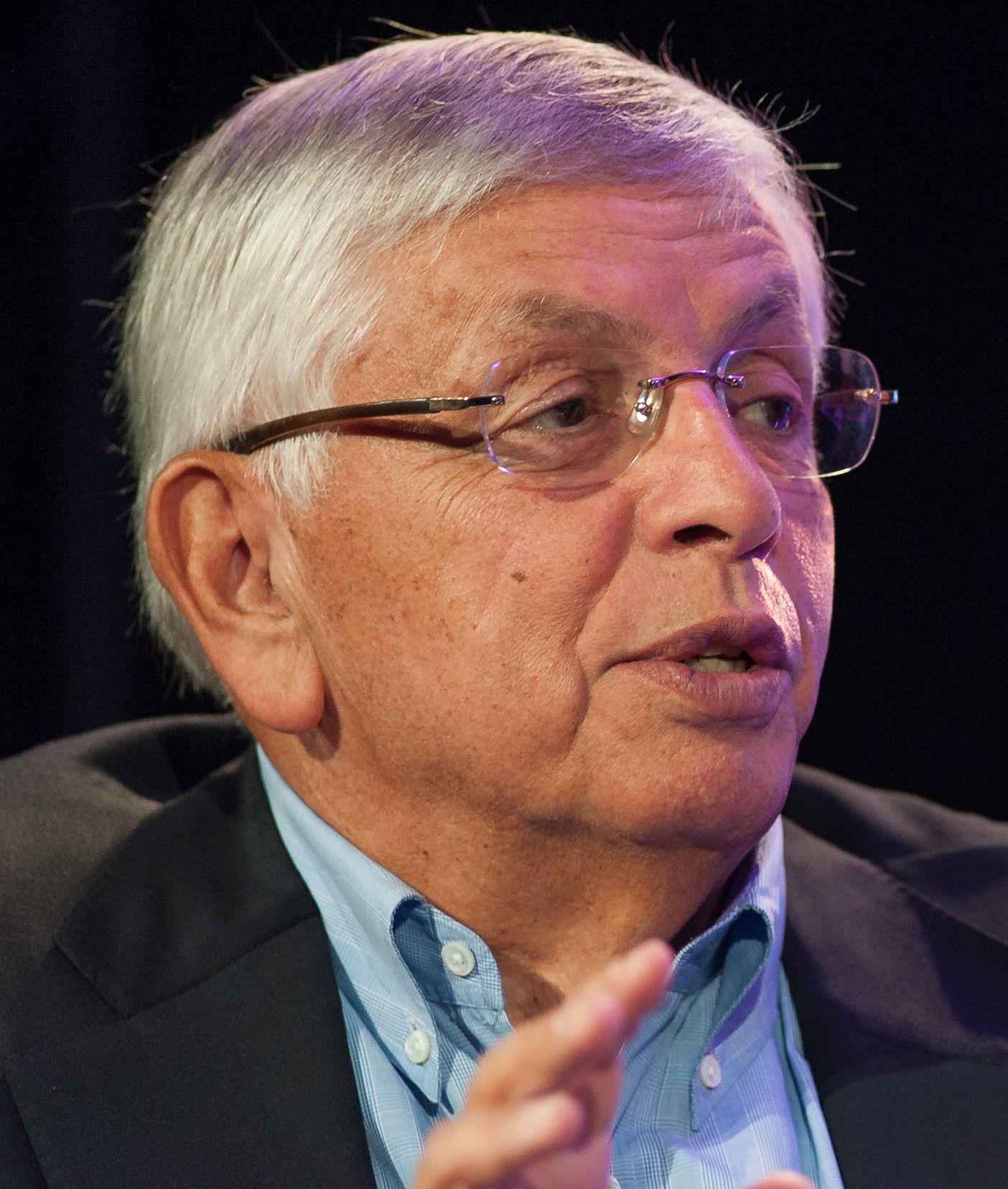
David Stern (n. 1942)
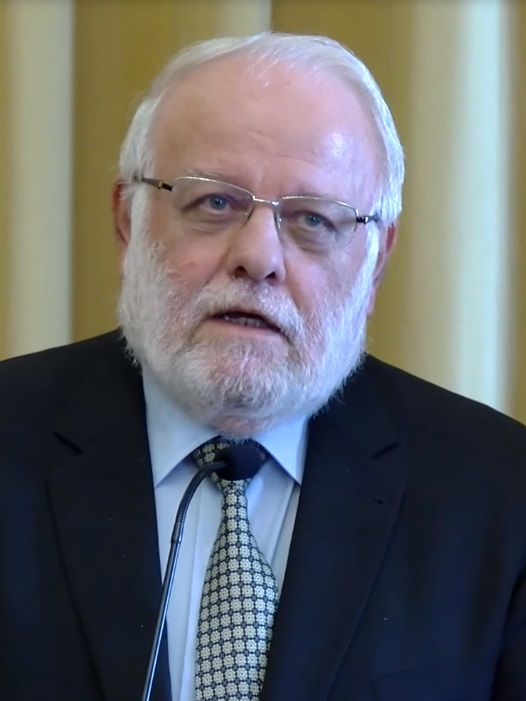
R. Tatary (n. 1942)
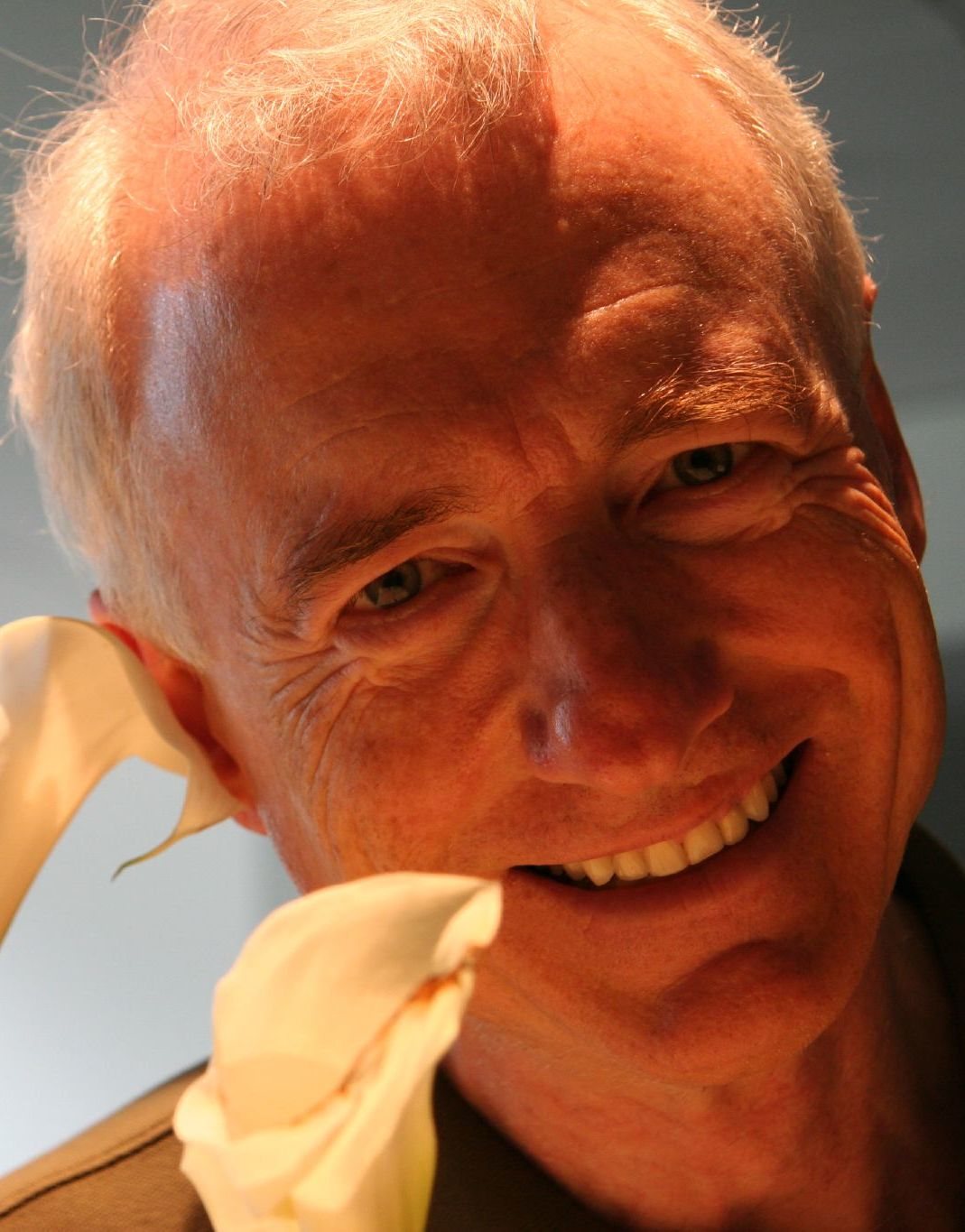
Larry Tesler (n. 1945)
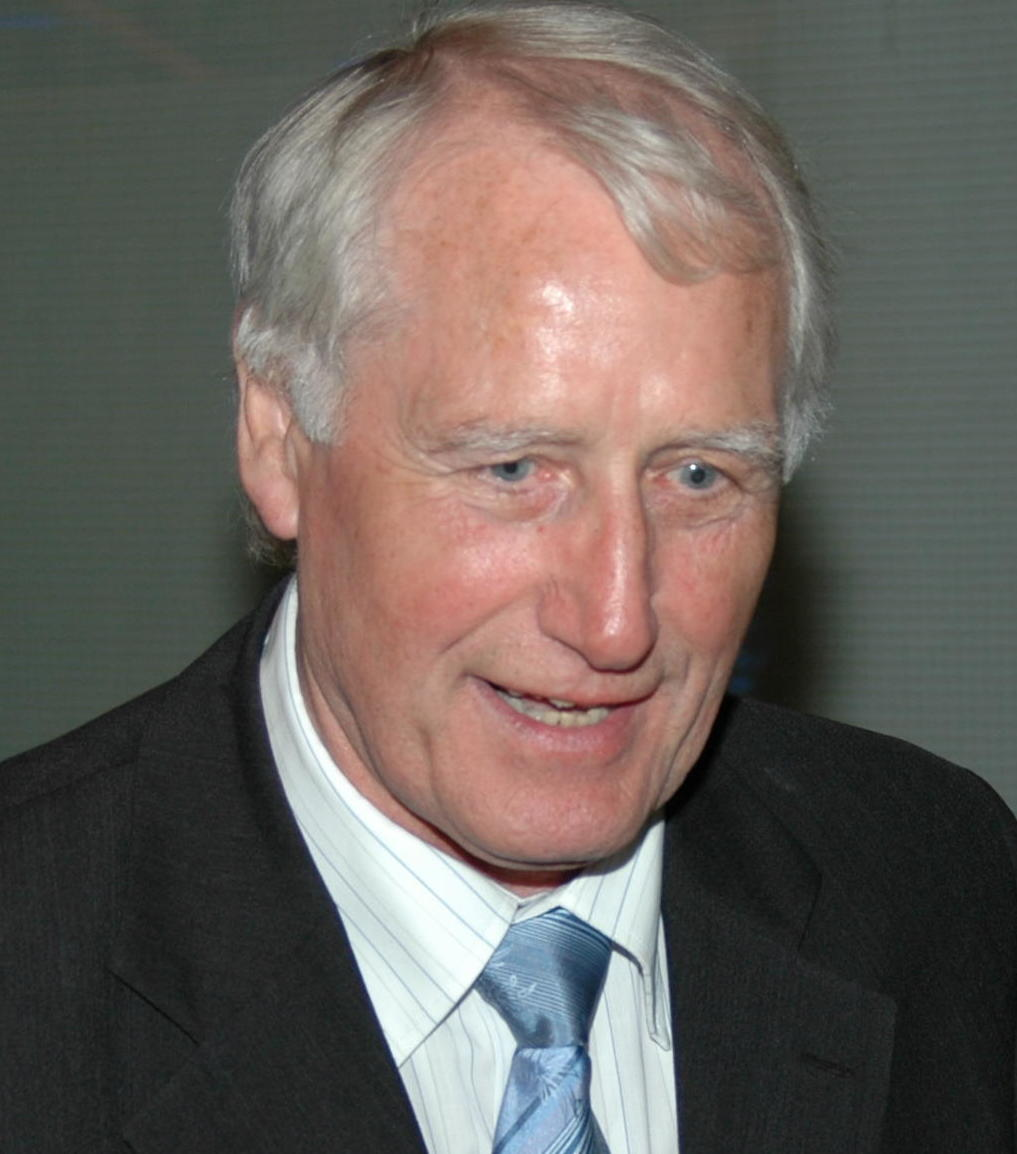
Hans Tilkowski (n. 1935)
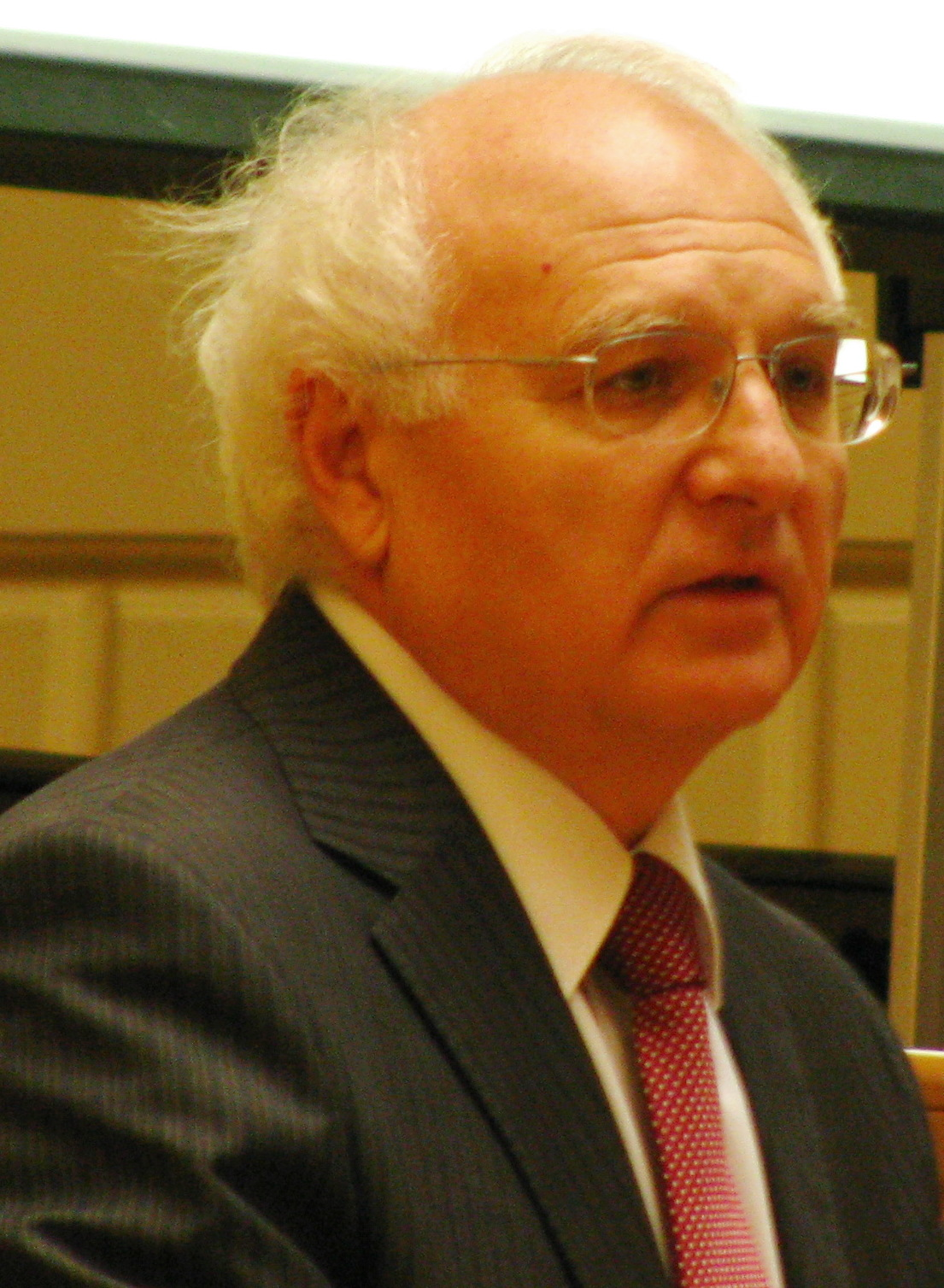
I. Vakartxuk (n. 1947)
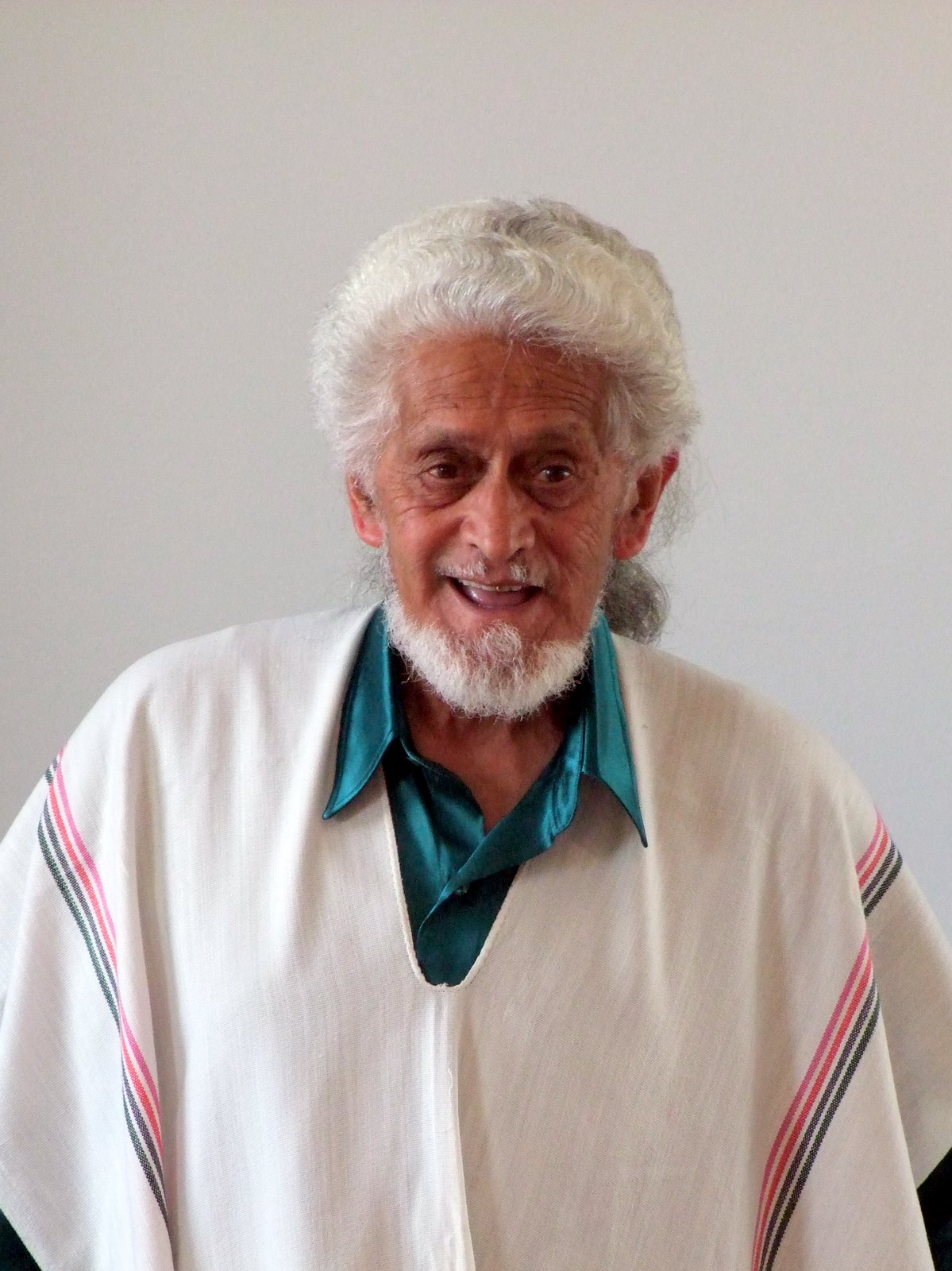
Waikerepuru (n. 1929)
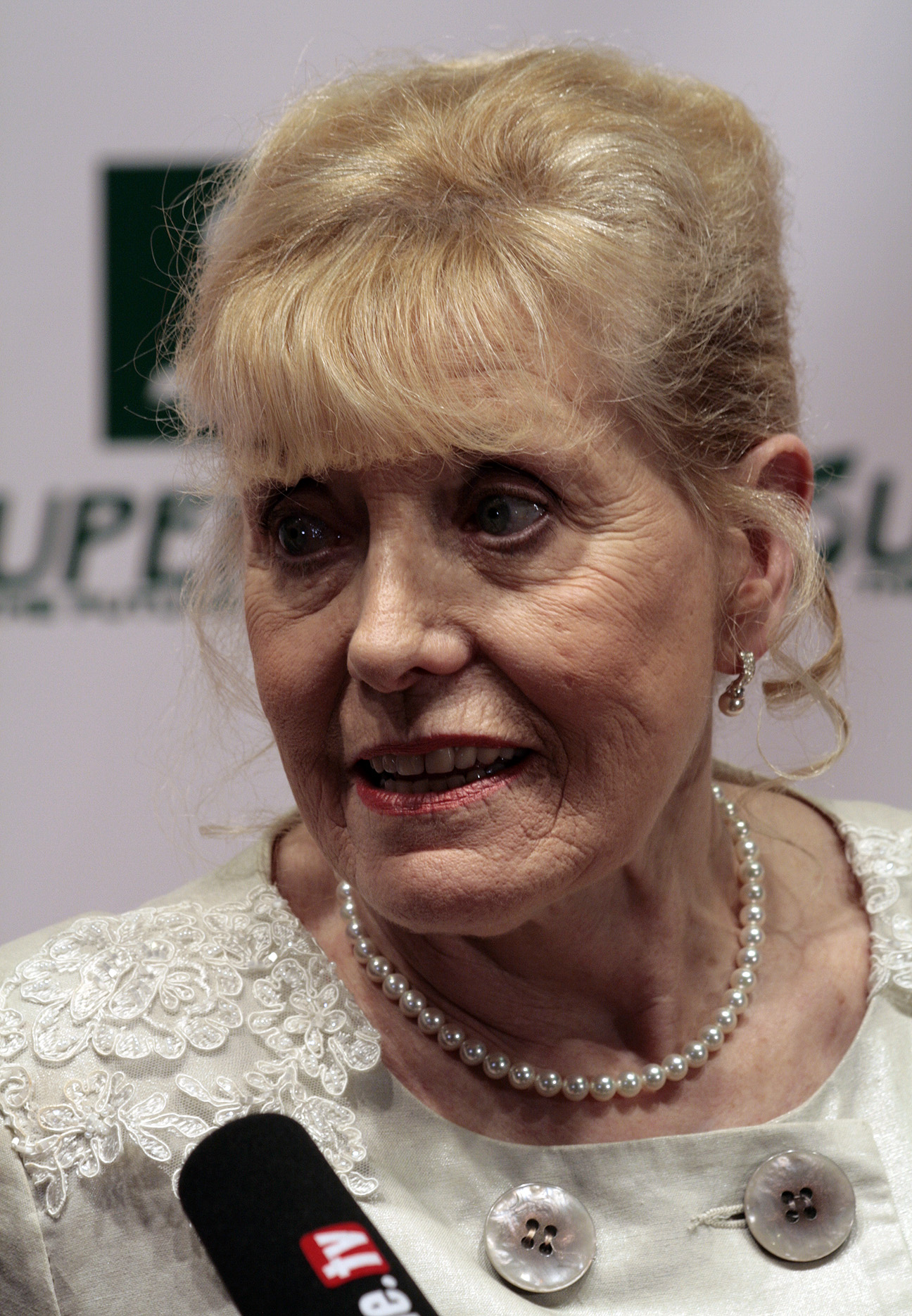
Betty Williams (n. 1943)

## 2020 en la ficció
El vol espacial a Mart del llargmetratge Stranded (2001) té lloc el 2020. La pel·lícula futurista Al límit de l'endemà està ambientada en un 2020 distòpic.
Els còmics Machine Man (1984), Death Race 2020 (1995), 2020 Visions (1997), i Iron Man 2020 (2020), el joc de rol Cyberpunk 2020 (1990), la novel·la रिवोल्यूशन २०२० (2011), la sèrie d'animació Sealab 2020 (1972) i els videojocs Aldynes (1991), 7th Dragon 2020 (2011), 7th Dragon 2020-II (2013), Raid 2020 (1989), Super Baseball 2020 (1991) i Supreme Ruler 2020 (2008) també s'hi refereixen en el seu títol.